# Светско првенство у кошарци 2019.
Светско првенство у кошарци 2019. је био 18. турнир Светског првенства у кошарци за мушке сениорске екипе у кошарци. Такмичење је први пут одржано у Кини, најмногољуднијој држави на свету у том тренутку. Умногоме је означио почетак нове фазе у историји светских првенстава.
Померен из 2018. за 2019. годину, на годину дана, ово такмичење је било прво Фибино светско првенство, још од 1967, које није било одржано исте године као и Светско првенство у фудбалу. Поред тога, групна фаза се проширила са 24 на 32 тима. Најбољих 8 тимова, укључујући и Јапан, као домаћина Летњих олимпијских игара 2020. (где иду 2 екипе из Америке и Европе, и најбоље екипе из Африке, Азије и Океаније) у овом такмичењу је обезбедило место у мушкој конкуренцији на Олимпијским играма 2020. у Токију. Чешка и Црна Гора су били дебитанти као самосталне репрезентације.
Шпанија је освојила своју другу титулу након што је у финалу савладала Аргентину. Француска је други пут заредом освојила бронзану медаљу, након што је победила Аустралију.
Актуелни прваци, браниоци пехара, САД, нису успели да се пласирају у финале, изгубивши од Француске у четвртфиналу. Ово је био прво светско првенство у историји на коме све три, историјски, најуспешније репрезентације (САД, Србија / Југославија и Русија / Совјетски Савез) нису успеле да се пласирају у полуфинале. То је уједно и најслабији резултат за мушку репрезентацију САД на Светском првенству, њихов претходни најслабији резултат је било шесто место 2002. године.

## Избор домаћина
Цео процес такмичења је почео у априлу 2014. године. Понуде од бројних земаља су представљени. Дана 16. марта 2015. године је потврђено да ће Светско првенство бити одржано у Азији, Кина и Филипини су остали у ужем избору за домаћина. Најављено је 7. августа 2015. године да је Кина победила на тендеру против Филипина и да ће бити домаћини на предстојећем светском првенству.

### Резултати гласања
| Кина     | 14 |
| Филипини | 7  |

## Дворане
| Пекинг                         | ПекингГуангдунгШангајНанкингВухан | Нанкинг                    |
| ------------------------------ | --------------------------------- | -------------------------- |
| Кадилак арена                  | ПекингГуангдунгШангајНанкингВухан | Олимпијски парк у Нанкингу |
| Капацитет: 18.000              | ПекингГуангдунгШангајНанкингВухан | Капацитет: 20.000          |
|                                | ПекингГуангдунгШангајНанкингВухан |                            |
| Шангај                         | ПекингГуангдунгШангајНанкингВухан | Вухан                      |
| Спортски центар Шангај         | ПекингГуангдунгШангајНанкингВухан | Спортски центар Вухан      |
| Капацитет: 18.000              | ПекингГуангдунгШангајНанкингВухан | Капацитет: 13.000          |
|                                | ПекингГуангдунгШангајНанкингВухан |                            |
| Дворане у склопу Гуангдунга    |                                   |                            |
| Дунгуан                        | ДунгуанФошанГуангџоуШенџен        | Фошан                      |
| Спортски центар Донгфенг Нисан | ДунгуанФошанГуангџоуШенџен        | Спортски центар Фошан      |
| Капацитет: 16.000              | ДунгуанФошанГуангџоуШенџен        | Капацитет: 14.700          |
|                                | ДунгуанФошанГуангџоуШенџен        |                            |
| Гуангџоу                       | ДунгуанФошанГуангџоуШенџен        | Шенџен                     |
| Спортски центар Гуангџоу       | ДунгуанФошанГуангџоуШенџен        | Спортски Центар Шенџен     |
| Капацитет: 18.000              | ДунгуанФошанГуангџоуШенџен        | Капацитет: 18.000          |
|                                | ДунгуанФошанГуангџоуШенџен        |                            |

## Квалификације
Први круг Америка, Азија/Океанија и Африка квалификације ће учествовати 16 тимова, док ће Европа имати 32 тима. У првом кругу такмичења биће направљене групе са по 4 тима која ће играти по систему кућа-гостовање и игра свако са сваким. Три најбоља тима из сваке од група ће се надигравати у другом кругу. А последњи тимови у групи ће играти против најбољих тимова из дивизије Б, да би се квалификовали за следећу сезону у дивизији А.
У другом кругу селекције на светском Првенству, тимови ће бити подељени у групе од шест тимова, у укупном износу од четири групе у Европи и по два на осталим континентима. Тимови ће преносити поене из првог круга и добити још три тима у групи, исти систем такмичења. Најбоље екипе из сваке групе ће се квалификовати на Светско првенство.
Почев од 2019. Олимпијском шампиону није гарантовано место на турниру.
Жреб за квалификације је одржан 7. маја 2017. у Гуангџоу.
Црна Гора и Чешка ће дебитовати на Светском првенству. Црна Гора је некада била део Југославије, а касније Србије и Црне Горе. Док је Чешка била део старе Чехословачке. 
Пољска ће учествовати на Светском првенству, након што је учествовала последњи пут 1967. године. Канада, Кина, Немачка, Обала Слоноваче, Русија и Тунис ће учествовати на Светском првенству, након пропуштеног претходног Светског првенства 2014. године. Хрватска, Египат, Финска, Мексико, Словенија и Украјина су репрезентације које су учествовале на претходном Светском првенству, а за ово се нису квалификовале. Бразил и САД су се квалификовали на ово Светско првенство, једини су који су наступали на сваком Светском првенству до сад.

### Репрезентације које су се квалификовале
На Светском првенству 2019. је укупно учествовало 32 земље а то су:
| Африка (5) - Ангола - Нигерија - Сенегал - Тунис - Обала Слоноваче Азија и Океанија (8) - Аустралија - Иран - Јапан - Јордан - Кина (домаћин) - Јужна Кореја - Нови Зеланд - Филипини | Европа (12) - Грчка - Италија - Литванија - Немачка - Пољска - Русија - Србија - Турска - Француска - Црна Гора - Чешка - Шпанија | Америка (7) - Аргентина - Бразил - Венецуела - Доминиканска Република - Канада - Порторико - Сједињене Државе |

## Формат такмичења
Турнир ће бити одигран у три фазе такмичења: Прва фаза, Друга фаза и Елиминациона фаза.
Током прве фазе, 32 квалификоване репрезентације ће бити подељене у осам група од по четири репрезентације у свакој групи (А-Х) и свака репрезентација ће одиграти по 3 кола. Затим, прве две најбољепласиране репрезентације на табели ће прећи у наредну фазу такмичења другу фазу. Две најгорепласиране екипе на табели у првој фази ће играти мечеве од 17. до 32. места. У другој групној фази, 16 репрезентација ће бити подељено у четири групе од по четири репрезентације у свакој групи (И-Л) и свака репрезентација ће одиграти меч против које репрезентације није играла. Прва два тима ће се квалификовати из сваке групе у Елиминациону фазу или Четвртфинале.
Класификациони кругови ће бити обновљени након што нису одржани 2014. године. Традиционално су одржавани на сваком Светском првенству и последњи пут играни 2010. године.
Укупно ће бити одиграно 92 утакмице у 16 дана.

## Списак репрезентација (ростер)
Сваки тим ће се пре почетка определити за коначни списак од 12 играча; тим се може одлучити за једног натурализованог играча, према ФИБА-иним правилима за избор из свој ростер.

## Групна фаза

### Жреб
Жреб је одржан 16. марта 2019. године у Шенџену у Кини.
Репрезентације су жребом подељене у осам група од по четири у свакој групи. Главно правило при жребу је било да репрезентације из истог шешира не могу да буду у истој групи. У групама А, Ц, Е и Г могу се распоредити репрезентације из шешира 1, 4, 5 и 8. У групама Б, Д, Ф и Х могу се распоредити репрезентације из шешира 2, 3, 6 и 7. Домаћини Кинези су смештени у групу А. Сједињене Америчке Државе су смештене у групу Е. Турска је смештена у групу Е. Шешири за жреб су такви да се у њима налазе репрезентације поређане од најјаче пласираних до најслабије пласираних на ФИБА ранг листи. Домаћин Кина је у првом шеширу након одлуке ФИБЕ да се од сада па надаље у првом шеширу налазе домаћини првенстава, као и да се смештају одмах у прву групу. Канада је пребачена из Шешира 5 у Шешир 6, замењујући места са Ираном, најбоље рангираним тимом из Шешира 6 како би се избегло да се два тима из Америке налазе у истој групи. Свечаност жреба за Светско првенство 2019. су водили ФИБА амбасадори Коби Брајант и Јао Минг, и популарни амерички певач Џејсон Деруло, као и кинеска поп певачица Јанг Чајуе.
Након жреба, група Х у којој ће се такмичити Аустралија, Литванија, Сенегал и Канада је описана као „група смрти”.
| Шешир 1                                                                  | Шешир 2                                                | Шешир 3                                                    | Шешир 4                                                                     |
| ------------------------------------------------------------------------ | ------------------------------------------------------ | ---------------------------------------------------------- | --------------------------------------------------------------------------- |
| Кина (30) (Домаћин) · Сједињене Државе (1) · Шпанија (2) · Француска (3) | Србија (4) · Аргентина (5) · Литванија (6) · Грчка (8) | Русија (10) · Аустралија (11) · Бразил (12) · Италија (13) | Порторико (16) · Турска (17) · Доминиканска Република (18) · Венецуела (20) |

| Шешир 5                                             | Шешир 6                                                            | Шешир 7                                                         | Шешир 8                                                        |
| --------------------------------------------------- | ------------------------------------------------------------------ | --------------------------------------------------------------- | -------------------------------------------------------------- |
| Немачка (22) · Чешка (24) · Пољска (25) · Иран (27) | Канада (23) · Црна Гора (28) · Филипини (31) · Јужна Кореја (32) · | Нигерија (33) · Сенегал (37) · Нови Зеланд (38) · Ангола (39) · | Јапан (48) · Јордан (49) · Тунис (51) · Обала Слоноваче (64) · |

### Групе
| Група А                                               | Група Б                                      | Група Ц                            | Група Д                              |
| ----------------------------------------------------- | -------------------------------------------- | ---------------------------------- | ------------------------------------ |
| Обала Слоноваче · Пољска · Венецуела · Кина (Домаћин) | Русија · Аргентина · Јужна Кореја · Нигерија | Шпанија · Иран · Порторико · Тунис | Ангола · Филипини · Италија · Србија |

| Група Е                                   | Група Ф                                  | Група Г                                               | Група Х                                   |
| ----------------------------------------- | ---------------------------------------- | ----------------------------------------------------- | ----------------------------------------- |
| Турска · Чешка · Сједињене Државе · Јапан | Грчка · Нови Зеланд · Бразил · Црна Гора | Доминиканска Република · Француска · Немачка · Јордан | Канада · Сенегал · Литванија · Аустралија |

### Група А (Пекинг)
| 31. август 2019. 1 | Пољска                                                           | 80–69                                 | Венецуела                                             | Пекинг                                                                    |  |
| 16:00              | Четвртине: 22:24, 22:12, 16:15, 20:18                            | Четвртине: 22:24, 22:12, 16:15, 20:18 | Четвртине: 22:24, 22:12, 16:15, 20:18                 |                                                                           |  |
|                    | Поени: Соколовски 16 Скокови: Хричаниук 10 Асистенције: Слотер 5 | Boxscore                              | Поени: Чорио 15 Скокови: Руиз 10 Асистенције: Гиљен 8 | Арена: Кадилак арена Судије: Метју Калио, Метју Мејерс, Николас Фернандес |  |

| 31. август 2019. 1 | Обала Слоноваче                                                      | 55–70                                 | Кина                                                      | Пекинг                                                                 |  |
| 20:00              | Четвртине: 16:14, 13:15, 12:22, 14:19                                | Четвртине: 16:14, 13:15, 12:22, 14:19 | Четвртине: 16:14, 13:15, 12:22, 14:19                     |                                                                        |  |
|                    | Поени: Еди 10 Скокови: Коне, Томпсон 8 Асистенције: Диабате, Памба 3 | Boxscore                              | Поени: Ји 19 Скокови: Ји, Хиаочуан 8 Асистенције: Алиун 9 | Арена: Кадилак арена Судије: Јенер Јилмаз, Борис Крејич, Харја Јаладри |  |

| 2. септембар 2019. 2 | Венецуела                                            | 87–71                                 | Обала Слоноваче                                                 | Пекинг                                                                                  |  |
| 16:00                | Четвртине: 26:17, 23:15, 24:24, 14:15                | Четвртине: 26:17, 23:15, 24:24, 14:15 | Четвртине: 26:17, 23:15, 24:24, 14:15                           |                                                                                         |  |
|                      | Поени: Гиљен 31 Скокови: Руиз 8 Асистенције: Гиљен 7 | Boxscore                              | Поени: Абоуо 16 Скокови: Памба 6 Асистенције: Фофана, Диабате 4 | Арена: Кадилак арена Гледалаца: 6.051 Судије: Метју Мејерс, Јенер Јилмаз, Харја Јаларди |  |

| 2. септембар 2019. 2 | Кина                                                      | 76–790(OT)                                            | Пољска                                                     | Пекинг                                                                                  |  |
| 20:00                | Четвртине: 25:15, 10:24, 19:18, 18:15, Продужеци: 4:7     | Четвртине: 25:15, 10:24, 19:18, 18:15, Продужеци: 4:7 | Четвртине: 25:15, 10:24, 19:18, 18:15, Продужеци: 4:7      |                                                                                         |  |
|                      | Поени: Ји 24 Скокови: Ванг 9 Асистенције: Алиун, Зао Џ. 4 | Boxscore                                              | Поени: Поњитка 25 Скокови: Поњитка 9 Асистенције: Слотер 4 | Арена: Кадилак арена Гледалаца: 11.646 Судије: Метју Калио, Борис Крејич , Ахмед Абакил |  |

| 4. септембар 2019. 3 | Обала Слоноваче                                                   | 63–80                                | Пољска                                                      | Пекинг                                                                                     |  |
| 16:00                | Четвртине: 24:20, 8:16, 17:19, 14:25                              | Четвртине: 24:20, 8:16, 17:19, 14:25 | Четвртине: 24:20, 8:16, 17:19, 14:25                        |                                                                                            |  |
|                      | Поени: Абоуо 23 Скокови: Абоуо, Томпсон 6 Асистенције: Дијабате 6 | Boxscore                             | Поени: Вачински 16 Скокови: Кулиг 7 Асистенције: Вачински 6 | Арена: Кадилак арена Гледалаца: 7.845 Судије: Метју Калио, Николас Фернандез, Самир Абакил |  |

| 4. септембар 2019. 3 | Венецуела                                                        | 72–59                                 | Кина                                               | Пекинг                                                                                  |  |
| 20:00                | Четвртине: 18:10, 15:13, 18:18, 21:18                            | Четвртине: 18:10, 15:13, 18:18, 21:18 | Четвртине: 18:10, 15:13, 18:18, 21:18              |                                                                                         |  |
|                      | Поени: Гиљен 15 Скокови: Колменареш, Руиз 7 Асистенције: Гиљен 6 | Boxscore                              | Поени: Фенг 13 Скокови: Ји 8 Асистенције: Зао Џ. 4 | Арена: Кадилак арена Гледалаца: 11.324 Судије: Јенер Јилмаз, Метју Мејерс, Борис Крејич |  |

| Поз. | Табела групе А  | ИГ | Д | И | П+  | П-  | Разл. | Бод. | Коментари                       |
| ---- | --------------- | -- | - | - | --- | --- | ----- | ---- | ------------------------------- |
| 1.   | Пољска          | 3  | 3 | 0 | 239 | 208 | +31   | 6    | Пласман у другу рунду           |
| 2.   | Венецуела       | 3  | 2 | 1 | 228 | 210 | +18   | 5    | Пласман у другу рунду           |
| 3.   | Кина (Д)        | 3  | 1 | 2 | 205 | 206 | -1    | 4    | Распоред од 17. до 32. позиције |
| 4.   | Обала Слоноваче | 3  | 0 | 3 | 189 | 237 | -48   | 3    | Распоред од 17. до 32. позиције |

- Д − домаћин

### Група Б (Вухан)
| 31. август 2019. 1 | Русија                                                               | 82–77                                 | Нигерија                                               | Вухан                                                                              |  |
| 16:30              | Четвртине: 18:13, 22:22, 18:23, 24:19                                | Четвртине: 18:13, 22:22, 18:23, 24:19 | Четвртине: 18:13, 22:22, 18:23, 24:19                  |                                                                                    |  |
|                    | Поени: Кулагин 16 Скокови: Курбанов 7 Асистенције: Фридзон, Зупков 4 | Boxscore                              | Поени: Окоги 18 Скокови: Чимези 6 Асистенције: Окоги 4 | Арена: Спортски центар Вухан Судије: Омар Бермундез, Такаки Като, Ахмед Ал-Шуваили |  |

| 31. август 2019. 1 | Аргентина                                                     | 95–69                                 | Јужна Кореја                                                 | Вухан |  |
| 20:30              | Четвртине: 22:11, 21:17, 28:16, 24:25                         | Четвртине: 22:11, 21:17, 28:16, 24:25 | Четвртине: 22:11, 21:17, 28:16, 24:25                        | |  |
|                    | Поени: Лапровитола 17 Скокови: Скола 9 Асистенције: Кампацо 6 | Boxscore                              | Поени: Ретлиф 31 Скокови: Ратлиф 15 Асистенције: Јанг-хјун 7 | Арена: Спортски центар Вухан Гледалаца: 4.585 Судије: Кристијано Маранхо, Зденко Томашович, Карсет Страуб |  |

| 2. септембар 2019. 2 | Нигерија                                              | 81–94                                 | Аргентина                                                | Вухан                                                                                                   |  |
| 16:30                | Четвртине: 17:28, 26:15, 18:29, 20:22                 | Четвртине: 17:28, 26:15, 18:29, 20:22 | Четвртине: 17:28, 26:15, 18:29, 20:22                    | |  |
|                      | Поени: Окоги 18 Скокови: Амину 8 Асистенције: Окоги 5 | Boxscore                              | Поени: Скола 23 Скокови: Скола 10 Асистенције: Кампацо 8 | Арена: Спортски центар Вухан Гледалаца: 2.100 Судије: Кристијано Маранхо, Такаки Като, Ахмед Ал-Шуваили |  |

| 2. септембар 2019. 2 | Јужна Кореја                                             | 73–87                                 | Русија                                                                                | Вухан |  |
| 20:30                | Четвртине: 18:27, 19:13, 12:23, 24:24                    | Четвртине: 18:27, 19:13, 12:23, 24:24 | Четвртине: 18:27, 19:13, 12:23, 24:24                                                 | |  |
|                      | Поени: Ретлиф 19 Скокови: Ретлиф 10 Асистенције: Ли Ј. 5 | Boxscore                              | Поени: Фридзон, Воронцевич 13 Скокови: Курбанов, Воронцевич 7 Асистенције: Курбанов 9 | Арена: Спортски центар Вухан Гледалаца: 1.637 Судије: Омар Бермундез, Зденко Томашович, Маркос Мичаелидес |  |

| 4. септембар 2019. 3 | Јужна Кореја                                                | 66–108                                | Нигерија                                                   | Вухан                                                                                                   |  |
| 16:30                | Четвртине: 15:17, 16:32, 19:30, 16:29                       | Четвртине: 15:17, 16:32, 19:30, 16:29 | Четвртине: 15:17, 16:32, 19:30, 16:29                      | |  |
|                      | Поени: Ретлиф 18 Скокови: Ретлиф 11 Асистенције: Ли, Парк 4 | Boxscore                              | Поени: Ерик 17 Скокови: Ерик, Мет 9 Асистенције: Ироегбу 6 | Арена: Спортски центар Вухан Гледалаца: 3.147 Судије: Омар Бермундез, Карстен Страуб, Маркос Мичаелидес |  |

| 4. септембар 2019. 3 | Русија                                                              | 61–69                                | Аргентина                                                 | Вухан                                                                                                   |  |
| 20:30                | Четвртине: 17:12, 16:27, 7:14, 21:16                                | Четвртине: 17:12, 16:27, 7:14, 21:16 | Четвртине: 17:12, 16:27, 7:14, 21:16                      | |  |
|                      | Поени: Зупков 18 Скокови: Воронцевич, Зупков 7 Асистенције: Шопин 4 | Boxscore                             | Поени: Кампацо 21 Скокови: Скола 9 Асистенције: Кампацо 7 | Арена: Спортски центар Вухан Гледалаца: 6.255 Судије: Кристијано Маранхо, Зденко Томашович, Такаки Като |  |

| Поз. | Табела групе Б | ИГ | Д | И | П+  | П-  | Разл. | Бод. | Коментари                       |
| ---- | -------------- | -- | - | - | --- | --- | ----- | ---- | ------------------------------- |
| 1.   | Аргентина      | 3  | 3 | 0 | 258 | 211 | +47   | 6    | Пласман у другу рунду           |
| 2.   | Русија         | 3  | 2 | 1 | 230 | 219 | +11   | 5    | Пласман у другу рунду           |
| 3.   | Нигерија       | 3  | 1 | 2 | 266 | 242 | +24   | 4    | Распоред од 17. до 32. позиције |
| 4.   | Јужна Кореја   | 3  | 0 | 3 | 208 | 290 | -82   | 3    | Распоред од 17. до 32. позиције |

### Група Ц (Гуангџоу)
| 31. август 2019. 1 | Иран                                                                | 81–83                                 | Порторико                                                     | Гуангџоу                                                                            |  |
| 16:30              | Четвртине: 30:16, 19:15, 16:20, 16:32                               | Четвртине: 30:16, 19:15, 16:20, 16:32 | Четвртине: 30:16, 19:15, 16:20, 16:32                         |                                                                                     |  |
|                    | Поени: Хадади, Јакчали 22 Скокови: Хадади 16 Асистенције: Јамшиди 5 | Boxscore                              | Поени: Уертас 32 Скокови: Балкман 6 Асистенције: три играча 4 | Арена: Спортски центар Гуангџоу Судије: Адемир Зураповић, Јоргос Порсанидис, Је Нан |  |

| 31. август 2019. 1 | Шпанија                                                                    | 101–62                               | Тунис                                                 | Гуангџоу                                                                            |  |
| 20:30              | Четвртине: 16:17, 26:22, 30:8, 29:15                                       | Четвртине: 16:17, 26:22, 30:8, 29:15 | Четвртине: 16:17, 26:22, 30:8, 29:15                  |                                                                                     |  |
|                    | Поени: Рубио 17 Скокови: Х. Ернангомез 8 Асистенције: Г. Ернангомез, Љуљ 5 | Boxscore                             | Поени: Мејри 15 Скокови: Мејри 7 Асистенције: Абада 6 | Арена: Спортски центар Гуангџоу Судије: Мичел Вејланд, Кришна Домингез, Џејмс Бојер |  |

| 2. септембар 2019. 2 | Тунис                                                       | 79–67                                 | Иран                                                         | Гуангџоу                                                                                   |  |
| 16:30                | Четвртине: 29:19, 15:16, 15:13, 20:19                       | Четвртине: 29:19, 15:16, 15:13, 20:19 | Четвртине: 29:19, 15:16, 15:13, 20:19                        |                                                                                            |  |
|                      | Поени: Мејри 22 Скокови: Мејри 15 Асистенције: три играча 5 | Boxscore                              | Поени: Герамипор 18 Скокови: Хадади 11 Асистенције: Хадади 8 | Арена: Спортски центар Гуангџоу Судије: Адемир Зураповић, Кришна Домингез, Арнауд Ком Њило |  |

| 2. септембар 2019. 2 | Порторико                                                   | 63–73                                 | Шпанија                                                   | Гуангџоу                                                                              |  |
| 20:30                | Четвртине: 21:17, 14:19, 10:21, 18:16                       | Четвртине: 21:17, 14:19, 10:21, 18:16 | Четвртине: 21:17, 14:19, 10:21, 18:16                     |                                                                                       |  |
|                      | Поени: Клавел 13 Скокови: три играча 5 Асистенције: Браун 6 | Boxscore                              | Поени: Гасол 19 Скокови: Рубио 8 Асистенције: Фернандез 6 | Арена: Спортски центар Гуангџоу Судије: Мичел Вејланд, Јоргос Порсанидис, Џејмс Бојер |  |

| 4. септембар 2019. 3 | Порторико                                                 | 67–64                                | Тунис                                                            | Гуангџоу                                                                                     |  |
| 16:30                | Четвртине: 19:18, 19:14, 14:23, 15:9                      | Четвртине: 19:18, 19:14, 14:23, 15:9 | Четвртине: 19:18, 19:14, 14:23, 15:9                             |                                                                                              |  |
|                      | Поени: Балкман 14 Скокови: Балкман 9 Асистенције: Браун 8 | Boxscore                             | Поени: Абада, Мејри 14 Скокови: Бен Ромдане 9 Асистенције: Рол 5 | Арена: Спортски центар Гуангџоу Судије: Адемир Зураповић, Јоргос Порсанидис, Кришна Домингез |  |

| 4. септембар 2019. 3 | Шпанија                                                        | 73–65                                 | Иран                                                                | Гуангџоу                                                                       |  |
| 20:30                | Четвртине: 18:21, 15:10, 19:22, 21:12                          | Четвртине: 18:21, 15:10, 19:22, 21:12 | Четвртине: 18:21, 15:10, 19:22, 21:12                               |                                                                                |  |
|                      | Поени: Гасол 16 Скокови: Х. Ернангомез 10 Асистенције: Рубио 5 | Boxscore                              | Поени: Јамшиди 15 Скокови: Хадади 15 Асистенције: Бахрами, Хадади 6 | Арена: Спортски центар Гуангџоу Судије: Мичел Вејланд, Арнауд Ком Њило, Је Нан |  |

| Поз. | Табела групе Ц | ИГ | Д | И | П+  | П-  | Разл. | Бод. | Коментари                       |
| ---- | -------------- | -- | - | - | --- | --- | ----- | ---- | ------------------------------- |
| 1.   | Шпанија        | 3  | 3 | 0 | 247 | 190 | +57   | 6    | Пласман у другу рунду           |
| 2.   | Порторико      | 3  | 2 | 1 | 213 | 218 | -5    | 5    | Пласман у другу рунду           |
| 3.   | Тунис          | 3  | 1 | 2 | 205 | 235 | -30   | 4    | Распоред од 17. до 32. позиције |
| 4.   | Иран           | 3  | 0 | 3 | 213 | 235 | -22   | 3    | Распоред од 17. до 32. позиције |

### Група Д (Фошан)
| 31. август 2019. 1 | Ангола                                                      | 59–105                                | Србија                                                           | Фошан                                                                                                   |  |
| 15:30              | Четвртине: 20:29, 12:21, 15:28, 12:27                       | Четвртине: 20:29, 12:21, 15:28, 12:27 | Четвртине: 20:29, 12:21, 15:28, 12:27                            | |  |
|                    | Поени: Мораис 15 Скокови: Јоаким 5 Асистенције: Гончалвес 2 | Boxscore                              | Поени: Богдановић 24 Скокови: Марјановић 10 Асистенције: Јовић 9 | Арена: Спортски центар Фошан Гледалаца: 11.000 Судије: Гиљерме Локатели, Мартињш Козловскис, Скот Бекер |  |

| 31. август 2019. 1 | Филипини                                                    | 62–108                               | Италија                                                               | Фошан                                                                                       |  |
| 19:30              | Четвртине: 8:37, 16:25, 15:23, 23:23                        | Четвртине: 8:37, 16:25, 15:23, 23:23 | Четвртине: 8:37, 16:25, 15:23, 23:23                                  |                                                                                             |  |
|                    | Поени: Блач, Перез 15 Скокови: Блач 10 Асистенције: Перез 3 | Boxscore                             | Поени: Датоме, Дела Вале 17 Скокови: Теситори 8 Асистенције: Витали 5 | Арена: Спортски центар Фошан Гледалаца: 10.500 Судије: Стивен Андерсон, Јохан Росо, Ју Јунг |  |

| 2. септембар 2019. 2 | Италија                                                   | 92–61                                 | Ангола                                                     | Фошан |  |
| 15:30                | Четвртине: 25:11, 19:10, 26:21, 22:19                     | Четвртине: 25:11, 19:10, 26:21, 22:19 | Четвртине: 25:11, 19:10, 26:21, 22:19                      | |  |
|                      | Поени: Белинели 17 Скокови: Брукс 11 Асистенције: Хекет 3 | Boxscore                              | Поени: Мореира 15 Скокови: Мореира 8 Асистенције: Мораис 2 | Арена: Спортски центар Фошан Гледалаца: 5.000 Судије: Стивен Андерсон, Мартињш Козловскис, Јевгениј Микејев |  |

| 2. септембар 2019. 2 | Србија                                                         | 126–67                                | Филипини                                               | Фошан                                                                                        |  |
| 19:30                | Четвртине: 28:13, 34:22, 37:13, 27:19                          | Четвртине: 28:13, 34:22, 37:13, 27:19 | Четвртине: 28:13, 34:22, 37:13, 27:19                  |                                                                                              |  |
|                      | Поени: Бјелица 20 Скокови: Јокић 7 Асистенције: Јокић, Мицић 7 | Boxscore                              | Поени: Перез 16 Скокови: Фајардо 6 Асистенције: Блач 6 | Арена: Спортски центар Фошан Гледалаца: 10.000 Судије: Гиљерме Локатели, Ју Јанг, Јохан Росо |  |

| 4. септембар 2019. 3 | Ангола                                                    | 84–810(OT)                                             | Филипини                                               | Фошан                                                                                                |  |
| 15:30                | Четвртине: 21:20, 17:14, 18:12, 17:27, Продужеци: 11:8    | Четвртине: 21:20, 17:14, 18:12, 17:27, Продужеци: 11:8 | Четвртине: 21:20, 17:14, 18:12, 17:27, Продужеци: 11:8 | |  |
|                      | Поени: Жоаким 20 Скокови: Мореира 15 Асистенције: Пауло 6 | Boxscore                                               | Поени: Блач 23 Скокови: Блач 12 Асистенције: Равена 4  | Арена: Спортски центар Фошан Гледалаца: 5.000 Судије: Гиљерме Локатели, Јевгениј Микејев, Скот Бекер |  |

| 4. септембар 2019. 3 | Италија                                                        | 77–92                                 | Србија                                                         | Фошан                                                                                     |  |
| 19:30                | Четвртине: 23:28, 19:22, 15:20, 20:22                          | Четвртине: 23:28, 19:22, 15:20, 20:22 | Четвртине: 23:28, 19:22, 15:20, 20:22                          |                                                                                           |  |
|                      | Поени: Галинари 26 Скокови: Галинари 8 Асистенције: Белинели 4 | Boxscore                              | Поени: Богдановић 31 Скокови: Бјелица 7 Асистенције: Бјелица 9 | Арена: Спортски центар Фошан Гледалаца: 15.000 Судије: Стив Андерсон, Јохан Росо, Ју Јанг |  |

| Поз. | Табела групе Д | ИГ | Д | И | П+  | П-  | Разл. | Бод. | Коментари                       |
| ---- | -------------- | -- | - | - | --- | --- | ----- | ---- | ------------------------------- |
| 1.   | Србија         | 3  | 3 | 0 | 323 | 203 | +120  | 6    | Пласман у другу рунду           |
| 2.   | Италија        | 3  | 2 | 1 | 277 | 215 | +62   | 5    | Пласман у другу рунду           |
| 3.   | Ангола         | 3  | 1 | 2 | 204 | 278 | -74   | 4    | Распоред од 17. до 32. позиције |
| 4.   | Филипини       | 3  | 0 | 3 | 210 | 318 | -108  | 3    | Распоред од 17. до 32. позиције |

### Група Е (Шангај)
| 1. септембар 2019. 1 | Турска                                                        | 86–67                                 | Јапан                                                      | Шангај |  |
| 16:30                | Четвртине: 28:12, 19:23, 20:14, 19:18                         | Четвртине: 28:12, 19:23, 20:14, 19:18 | Четвртине: 28:12, 19:23, 20:14, 19:18                      | |  |
|                      | Поени: Махмутоглу 17 Скокови: Иљасова 9 Асистенције: Балбај 8 | Boxscore                              | Поени: Хачимура 15 Скокови: Хачимура 7 Асистенције: Баба 4 | Арена: Спортски центар Шангај Гледалаца: 16.000 Судије: Александар Глишић, Фердинанд Пасквал, Андрис Аункроџерс |  |

| 1. септембар 2019. 1 | Чешка                                                             | 67–88                                 | САД                                                    | Шангај                                                                                       |  |
| 20:30                | Четвртине: 14:17, 15:26, 19:23, 19:22                             | Четвртине: 14:17, 15:26, 19:23, 19:22 | Четвртине: 14:17, 15:26, 19:23, 19:22                  |                                                                                              |  |
|                      | Поени: Саторански 17 Скокови: Бохачик 9 Асистенције: Саторански 5 | Boxscore                              | Поени: Мичел 16 Скокови: Тарнер 7 Асистенције: Вокер 4 | Арена: Спортски центар Шангај Гледалаца: 17.800 Судије: Мануел Мацони, Војчех Лишка, Дуан Зу |  |

| 3. септембар 2019. 2 | Јапан                                                                    | 76–89                                 | Чешка                                                                | Шангај                                                                                                 |  |
| 16:30                | Четвртине: 18:18, 22:27, 15:19, 21:25                                    | Четвртине: 18:18, 22:27, 15:19, 21:25 | Четвртине: 18:18, 22:27, 15:19, 21:25                                | |  |
|                      | Поени: Хачимура 21 Скокови: Фазекас 10 Асистенције: Хачимура, Шинојама 4 | Boxscore                              | Поени: Боохачик, Шилб 22 Скокови: Балвин 8 Асистенције: Саторански 7 | Арена: Спортски центар Шангај Гледалаца: 12.200 Судије: Мануел Мацони, Андрис Аункроџерс, Ким Јонг-кук |  |

| 3. септембар 2019. 2 | САД                                                     | 93–920(OT)                                              | Турска                                                     | Шангај |  |
| 20:30                | Четвртине: 26:21, 21:21, 18:19, 16:20, Продужеци: 12:11 | Четвртине: 26:21, 21:21, 18:19, 16:20, Продужеци: 12:11 | Четвртине: 26:21, 21:21, 18:19, 16:20, Продужеци: 12:11    | |  |
|                      | Поени: Вокер 14 Скокови: Тејтум 11 Асистенције: Вокер 7 | Boxscore                                                | Поени: Иљасова 23 Скокови: Иљасова 14 Асистенције: Осман 4 | Арена: Спортски центар Шангај Гледалаца: 18.000 Судије: Александар Глишић, Фердинанд Пасквал, Војчех Лишка |  |

| 5. септембар 2019. 3 | Турска                                                             | 76–91                                 | Чешка                                                   | Шангај                                                                                   |  |
| 16:30                | Четвртине: 16:25, 19:21, 25:23, 16:25                              | Четвртине: 16:25, 19:21, 25:23, 16:25 | Четвртине: 16:25, 19:21, 25:23, 16:25                   |                                                                                          |  |
|                      | Поени: Осман 24 Скокови: три играча 4 Асистенције: четири играча 3 | Boxscore                              | Поени: Хрубан 18 Скокови: Балвин 11 Асистенције: Шилб 8 | Арена: Спортски центар Шангај Судије: Александар Глишић, Фердинанд Пасквал, Војчех Лишка |  |

| 5. септембар 2019. 3 | САД                                                    | 98–45                               | Јапан                                                    | Шангај                                                                          |  |
| 20:30                | Четвртине: 23:9, 33:14, 28:8, 14:14                    | Четвртине: 23:9, 33:14, 28:8, 14:14 | Четвртине: 23:9, 33:14, 28:8, 14:14                      |                                                                                 |  |
|                      | Поени: Браун 20 Скокови: Тарнер 9 Асистенције: Вокер 8 | Boxscore                            | Поени: Баба 18 Скокови: Такеучи 6 Асистенције: Ватанбе 2 | Арена: Спортски центар Шангај Судије: Мануел Мацони, Андрис Аункроџерс, Дуан Зу |  |

| Поз. | Табела групе Е | ИГ | Д | И | П+  | П-  | Разл. | Бод. | Коментари                       |
| ---- | -------------- | -- | - | - | --- | --- | ----- | ---- | ------------------------------- |
| 1.   | САД            | 3  | 3 | 0 | 279 | 204 | +75   | 6    | Пласман у другу рунду           |
| 2.   | Чешка          | 3  | 2 | 1 | 247 | 240 | +7    | 5    | Пласман у другу рунду           |
| 3.   | Турска         | 3  | 1 | 2 | 254 | 251 | +3    | 4    | Распоред од 17. до 32. позиције |
| 4.   | Јапан          | 3  | 0 | 3 | 188 | 273 | -85   | 3    | Распоред од 17. до 32. позиције |

### Група Ф (Нанћинг)
| 1. септембар 2019. 1 | Нови Зеланд                                         | 94–102                                | Бразил                                                   | Нанкинг                                                                                              |  |
| 16:00                | Четвртине: 20:21, 30:29, 12:28, 32:24               | Четвртине: 20:21, 30:29, 12:28, 32:24 | Четвртине: 20:21, 30:29, 12:28, 32:24                    | |  |
|                      | Поени: Вебстер 19 Скокови: Ло 10 Асистенције: Или 6 | Boxscore                              | Поени: Барбоса 22 Скокови: Фелицио 13 Асистенције: Луз 6 | Арена: Олимпијски парк у Нанкингу Гледалаца: 5.800 Судије: Антонио Конде, Леандро Лежано, Хванг Инте |  |

| 1. септембар 2019. 1 | Грчка                                                           | 85–60                               | Црна Гора                                                     | Нанкинг                                                                                                  |  |
| 20:00                | Четвртине: 17:9, 25:7, 21:22, 22:22                             | Четвртине: 17:9, 25:7, 21:22, 22:22 | Четвртине: 17:9, 25:7, 21:22, 22:22                           | |  |
|                      | Поени: Принтезис 16 Скокови: Папајанис 9 Асистенције: Калатес 7 | Boxscore                            | Поени: Вучевић 12 Скокови: Дубљевић 5 Асистенције: Ивановић 5 | Арена: Олимпијски парк у Нанкингу Гледалаца: 11.386 Судије: Роберто Васкез, Андрес Бартел, Сергеј Зашчук |  |

| 3. септембар 2019. 2 | Црна Гора                                                       | 83–93                                 | Нови Зеланд                                                    | Нанкинг                                                                                              |  |
| 16:00                | Четвртине: 26:31, 18:22, 21:13, 18:27                           | Четвртине: 26:31, 18:22, 21:13, 18:27 | Четвртине: 26:31, 18:22, 21:13, 18:27                          | |  |
|                      | Поени: Ивановић 18 Скокови: Дубљевић 13 Асистенције: Ивановић 7 | Boxscore                              | Поени: К. Вебстер 25 Скокови: Фоту 7 Асистенције: К. Вебстер 7 | Арена: Олимпијски парк у Нанкингу Гледалаца: 3.308 Судије: Антонио Конде, Леандро Лежано, Мичал Прок |  |

| 3. септембар 2019. 2 | Бразил                                                            | 79–78                                 | Грчка                                                         | Нанкинг                                                                                               |  |
| 20:00                | Четвртине: 15:19, 15:21, 26:13, 23:25                             | Четвртине: 15:19, 15:21, 26:13, 23:25 | Четвртине: 15:19, 15:21, 26:13, 23:25                         | |  |
|                      | Поени: Варежао 22 Скокови: Кабокло 10 Асистенције: Гарсија, Луз 6 | Boxscore                              | Поени: Принтезис 20 Скокови: Калатес 7 Асистенције: Слукас 11 | Арена: Олимпијски парк у Нанкингу Гледалаца: 11.945 Судије: Роберто Васкез, Сергеј Зашчук, Хванг Инте |  |

| 5. септембар 2019. 3 | Бразил                                                             | 84–73                                 | Црна Гора                                                          | Нанкинг                                                                            |  |
| 16:00                | Четвртине: 19:20, 24:18, 23:16, 18:19                              | Четвртине: 19:20, 24:18, 23:16, 18:19 | Четвртине: 19:20, 24:18, 23:16, 18:19                              |                                                                                    |  |
|                      | Поени: Уертас 16 Скокови: Кабокло, Феликио 7 Асистенције: Уертас 6 | Boxscore                              | Поени: Нидам 16 Скокови: Радончић, Вучевић 6 Асистенције: Нидам 10 | Арена: Олимпијски парк у Нанкингу Судије: Антонио Конде, Андрес Бартел, Мичал Проц |  |

| 5. септембар 2019. 3 | Грчка                                                                     | 103–97                                | Нови Зеланд                                                       | Нанкинг                                                                              |  |
| 20:00                | Четвртине: 28:19, 23:25, 20:22, 32:31                                     | Четвртине: 28:19, 23:25, 20:22, 32:31 | Четвртине: 28:19, 23:25, 20:22, 32:31                             |                                                                                      |  |
|                      | Поени: Ј. Андетокумбо 24 Скокови: Ј. Андетокумбо 10 Асистенције: Слукас 7 | Boxscore                              | Поени: К. Вебстер 31 Скокови: Аберкромби, Ло 6 Асистенције: Или 9 | Арена: Олимпијски парк у Нанкингу Судије: Роберто Васкез, Леандро Лежано, Хванг Инте |  |

| Поз. | Табела групе Ф | ИГ | Д | И | П+  | П-  | Разл. | Бод. | Коментари                       |
| ---- | -------------- | -- | - | - | --- | --- | ----- | ---- | ------------------------------- |
| 1.   | Бразил         | 3  | 3 | 0 | 265 | 245 | +20   | 6    | Пласман у другу рунду           |
| 2.   | Грчка          | 3  | 2 | 1 | 266 | 236 | +30   | 5    | Пласман у другу рунду           |
| 3.   | Нови Зеланд    | 3  | 1 | 2 | 284 | 288 | -4    | 4    | Распоред од 17. до 32. позиције |
| 4.   | Црна Гора      | 3  | 0 | 3 | 216 | 262 | -46   | 3    | Распоред од 17. до 32. позиције |

### Група Г (Шенџен)
| 1. септембар 2019. 1 | Доминиканска Република                                 | 80–76                                 | Јордан                                                          | Шенџен                                                                                            |  |
| 16:30                | Четвртине: 22:17, 25:19, 14:17, 19:23                  | Четвртине: 22:17, 25:19, 14:17, 19:23 | Четвртине: 22:17, 25:19, 14:17, 19:23                           |                                                                                                   |  |
|                      | Поени: Лиз 15 Скокови: Робертс 6 Асистенције: Солано 7 | Boxscore                              | Поени: Дувериоглу 34 Скокови: Дувериоглу 10 Асистенције: Абас 4 | Арена: Спортски Центар Шенџен Гледалаца: 6.286 Судије: Толга Сахин, Џулио Анаја, Кингсли Ојеабуру |  |

| 1. септембар 2019. 1 | Француска                                                   | 78–74                                | Немачка                                                  | Шенџен                                                                                                |  |
| 20:30                | Четвртине: 16:4, 20:16, 23:30, 19:24                        | Четвртине: 16:4, 20:16, 23:30, 19:24 | Четвртине: 16:4, 20:16, 23:30, 19:24                     | |  |
|                      | Поени: Фурније 26 Скокови: Фурније 10 Асистенције: Олбиси 5 | Boxscore                             | Поени: Војтман 25 Скокови: Тејис 8 Асистенције: Шредер 8 | Арена: Спортски Центар Шенџен Гледалаца: 10.438 Судије: Хуан Фернандез, Луис Кастиљо, Данијел Гарсија |  |

| 3. септембар 2019. 2 | Немачка                                                | 68–70                                 | Доминиканска Република                                     | Шенџен                                                                                        |  |
| 16:30                | Четвртине: 21:16, 18:21, 13:18, 16:15                  | Четвртине: 21:16, 18:21, 13:18, 16:15 | Четвртине: 21:16, 18:21, 13:18, 16:15                      |                                                                                               |  |
|                      | Поени: Шредер 20 Скокови: Тајс 8 Асистенције: Шредер 7 | Boxscore                              | Поени: Лиз 17 Скокови: пет играча 5 Асистенције: Солано 11 | Арена: Спортски Центар Шенџен Гледалаца: 4.332 Судије: Толга Сахин, Џулио Анаја, Луис Кастиљо |  |

| 3. септембар 2019. 2 | Јордан                                                             | 64–103                                | Француска                                                  | Шенџен                                                                                               |  |
| 20:30                | Четвртине: 18:25, 15:25, 17:28, 14:25                              | Четвртине: 18:25, 15:25, 17:28, 14:25 | Четвртине: 18:25, 15:25, 17:28, 14:25                      | |  |
|                      | Поени: Такер 20 Скокови: Абас, Дувериоглу 7 Асистенције: Ибрахим 4 | Boxscore                              | Поени: Де Коло 19 Скокови: Гобер 13 Асистенције: Де Коло 8 | Арена: Спортски Центар Шенџен Гледалаца: 7.489 Судије: Хуан Фернандез, Данијел Гарсија, Фелипе Ибара |  |

| 5. септембар 2019. 3 | Немачка                                                            | 96–62                                 | Јордан                                                                | Шенџен                                                                                  |  |
| 16:30                | Четвртине: 28:17, 20:19, 18:13, 30:13                              | Четвртине: 28:17, 20:19, 18:13, 30:13 | Четвртине: 28:17, 20:19, 18:13, 30:13                                 |                                                                                         |  |
|                      | Поени: Клебер 18 Скокови: Бартел, Бенцинг 5 Асистенције: Шредер 11 | Boxscore                              | Поени: Дувериоглу 17 Скокови: Дувериоглу 8 Асистенције: Абас, Абден 3 | Арена: Спортски Центар Шенџен Судије: Хуан Фернандез, Данијел Гарсија, Кингсли Ојеабуру |  |

| 5. септембар 2019. 3 | Доминиканска Република                                            | 56–90                                | Француска                                                         | Шенџен                                                                        |  |
| 20:30                | Четвртине: 8:18, 13:25, 19:25, 16:22                              | Четвртине: 8:18, 13:25, 19:25, 16:22 | Четвртине: 8:18, 13:25, 19:25, 16:22                              |                                                                               |  |
|                      | Поени: В. Лиз 12 Скокови: Робертс, Варгас 6 Асистенције: Рејмон 3 | Boxscore                             | Поени: Де Коло 15 Скокови: Гобер, Поарје 8 Асистенције: Фурније 5 | Арена: Спортски Центар Шенџен Судије: Толга Сахин, Луис Кастиљо, Фелипе Ибара |  |

| Поз. | Табела групе Г         | ИГ | Д | И | П+  | П-  | Разл. | Бод. | Коментари                       |
| ---- | ---------------------- | -- | - | - | --- | --- | ----- | ---- | ------------------------------- |
| 1.   | Француска              | 3  | 3 | 0 | 271 | 194 | +77   | 6    | Пласман у другу рунду           |
| 2.   | Доминиканска Република | 3  | 2 | 1 | 206 | 234 | -28   | 5    | Пласман у другу рунду           |
| 3.   | Немачка                | 3  | 1 | 2 | 238 | 210 | +28   | 4    | Распоред од 17. до 32. позиције |
| 4.   | Јордан                 | 3  | 0 | 3 | 202 | 279 | -77   | 3    | Распоред од 17. до 32. позиције |

### Група Х (Дунгуан)
| 1. септембар 2019. 1 | Канада                                               | 92–108                                | Аустралија                                                  | Дунгуан                                                                                                   |  |
| 15:30                | Четвртине: 20:29, 20:23, 37:24, 15:32                | Четвртине: 20:29, 20:23, 37:24, 15:32 | Четвртине: 20:29, 20:23, 37:24, 15:32                       | |  |
|                      | Поени: Бирч 18 Скокови: Ејим 6 Асистенције: Пенгос 8 | Boxscore                              | Поени: Делаведова 24 Скокови: Богут 9 Асистенције: Инглс 10 | Арена: Спортски центар Донгфенг Нисан Гледалаца: 9.930 Судије: Џорџ Васкез, Алексис Меркадо, Гентиан Цици |  |

| 1. септембар 2019. 1 | Сенегал                                                 | 47–101                                | Литванија                                                              | Дунгуан |  |
| 19:30                | Четвртине: 10:27, 11:21, 12:29, 14:24                   | Четвртине: 10:27, 11:21, 12:29, 14:24 | Четвртине: 10:27, 11:21, 12:29, 14:24                                  | |  |
|                      | Поени: три играча 8 Скокови: Фаје 5 Асистенције: Фаје 4 | Boxscore                              | Поени: три играча 13 Скокови: Валанчјунас 11 Асистенције: Калнијетис 8 | Арена: Спортски центар Донгфенг Нисан Гледалаца: 7.008 Судије: Саверио Ланцарини, Леандро Саласар, Мартин Хорозов |  |

| 3. септембар 2019. 2 | Аустралија                                            | 81–68                                 | Сенегал                                                      | Дунгуан |  |
| 15:30                | Четвртине: 18:16, 18:17, 24:17, 21:18                 | Четвртине: 18:16, 18:17, 24:17, 21:18 | Четвртине: 18:16, 18:17, 24:17, 21:18                        | |  |
|                      | Поени: Милс 22 Скокови: Инглс 10 Асистенције: Инглс 9 | Boxscore                              | Поени: Далмеида 14 Скокови: Ндоје 10 Асистенције: Далмеида 4 | Арена: Спортски центар Донгфенг Нисан Гледалаца: 3.700 Судије: Џорџ Васкез, Леандро Саласар, Карлос Пералта |  |

| 3. септембар 2019. 2 | Литванија                                                                     | 92–69                                 | Канада                                                         | Дунгуан |  |
| 19:30                | Четвртине: 24:14, 22:22, 24:18, 22:15                                         | Четвртине: 24:14, 22:22, 24:18, 22:15 | Четвртине: 24:14, 22:22, 24:18, 22:15                          | |  |
|                      | Поени: Улановас 15 Скокови: Сејбутис, Валанчјунас 8 Асистенције: Калнијетис 6 | Boxscore                              | Поени: Витјелер 24 Скокови: три играча 4 Асистенције: Пангос 8 | Арена: Спортски центар Донгфенг Нисан Гледалаца: 6.801 Судије: Саверио Ланцарини, Гентиан Цици, Мартин Хорозов |  |

| 5. септембар 2019. 3 | Канада                                                 | 82–60                                 | Сенегал                                                  | Дунгуан                                                                                         |  |
| 15:30                | Четвртине: 11:22, 22:10, 26:14, 23:14                  | Четвртине: 11:22, 22:10, 26:14, 23:14 | Четвртине: 11:22, 22:10, 26:14, 23:14                    |                                                                                                 |  |
|                      | Поени: Џозеф 24 Скокови: Бирч 10 Асистенције: Пангос 5 | Boxscore                              | Поени: Фаје 14 Скокови: Ндуор 12 Асистенције: Далмеида 7 | Арена: Спортски центар Донгфенг Нисан Судије: Саверио Ланцарини, Мартин Хорозов, Карлос Пералта |  |

| 5. септембар 2019. 3 | Литванија                                                        | 82–87                                 | Аустралија                                            | Дунгуан                                                                                      |  |
| 19:30                | Четвртине: 19:27, 22:25, 19:16, 22:19                            | Четвртине: 19:27, 22:25, 19:16, 22:19 | Четвртине: 19:27, 22:25, 19:16, 22:19                 |                                                                                              |  |
|                      | Поени: Григонис 19 Скокови: Валанчјунас 7 Асистенције: Сабонис 4 | Boxscore                              | Поени: Милс 23 Скокови: Бејнс 13 Асистенције: Инглс 8 | Арена: Спортски центар Донгфенг Нисан Судије: Хорхе Васкез, Леандро Саласар, Алексис Меркадо |  |

| Поз. | Табела групе Х | ИГ | Д | И | П+  | П-  | Разл. | Бод. | Коментари                       |
| ---- | -------------- | -- | - | - | --- | --- | ----- | ---- | ------------------------------- |
| 1.   | Аустралија     | 3  | 3 | 0 | 276 | 242 | +34   | 6    | Пласман у другу рунду           |
| 2.   | Литванија      | 3  | 2 | 1 | 275 | 203 | +72   | 5    | Пласман у другу рунду           |
| 3.   | Канада         | 3  | 1 | 2 | 243 | 260 | -17   | 4    | Распоред од 17. до 32. позиције |
| 4.   | Сенегал        | 3  | 0 | 3 | 175 | 264 | -89   | 3    | Распоред од 17. до 32. позиције |

Легенда:

## Друга рунда

### Група И (Фошан)
| 6. септембар 2019. 1 | Пољска                                                       | 79–74                                 | Русија                                                                     | Фошан                                                                       |  |
| 16:00                | Четвртине: 16:22, 18:18, 19:17, 26:17                        | Четвртине: 16:22, 18:18, 19:17, 26:17 | Четвртине: 16:22, 18:18, 19:17, 26:17                                      |                                                                             |  |
|                      | Поени: Вачински 18 Скокови: Поњитка 9 Асистенције: Кошарек 4 | Boxscore                              | Поени: Кулагин 21 Скокови: Воронцевич 10 Асистенције: Карасјов, Курбанов 4 | Арена: Спортски центар Фошан Судије: Адемир Зураповић, Ју Јанг, Такаки Като |  |

| 6. септембар 2019. 1 | Аргентина                                             | 87–67                                 | Венецуела                                                    | Фошан                                                                           |  |
| 20:00                | Четвртине: 17:12, 21:13, 25:22, 24:20                 | Четвртине: 17:12, 21:13, 25:22, 24:20 | Четвртине: 17:12, 21:13, 25:22, 24:20                        |                                                                                 |  |
|                      | Поени: Дек 25 Скокови: Скола 6 Асистенције: Кампацо 9 | Boxscore                              | Поени: Карера 19 Скокови: Колманереш 7 Асистенције: Варгас 5 | Арена: Спортски центар Фошан Судије: Јохан Росо, Метју Мејерс, Јевгениј Микејев |  |

| 8. септембар 2019. 2 | Венецуела                                                | 60–69                                 | Русија                                                               | Фошан                                                                |  |
| 16:00                | Четвртине: 10:13, 17:14, 15:21, 18:21                    | Четвртине: 10:13, 17:14, 15:21, 18:21 | Четвртине: 10:13, 17:14, 15:21, 18:21                                |                                                                      |  |
|                      | Поени: Карера 19 Скокови: Карера 10 Асистенције: Гиљен 5 | Boxscore                              | Поени: Воронцевич 17 Скокови: Воронцевич 9 Асистенције: Воронцевич 5 | Арена: Спортски центар Фошан Судије: Јохан Росо, Такаки Като, Је Нан |  |

| 8. септембар 2019. 2 | Пољска                                                       | 65–91                                 | Аргентина                                                             | Фошан                                                                        |  |
| 20:00                | Четвртине: 14:20, 13:22, 14:28, 24:21                        | Четвртине: 14:20, 13:22, 14:28, 24:21 | Четвртине: 14:20, 13:22, 14:28, 24:21                                 |                                                                              |  |
|                      | Поени: Слотер 16 Скокови: Хричаниук 6 Асистенције: Кошарек 5 | Boxscore                              | Поени: Скола 21 Скокови: Фјелеруп, Скола 6 Асистенције: Лапровитола 7 | Арена: Спортски центар Фошан Судије: Адемир Зураповић, Метју Мејерс, Ју Јанг |  |

| Поз. | Табела групе И | ИГ | Д | И | П+  | П-  | Разл. | Бод. | Коментари                       |
| ---- | -------------- | -- | - | - | --- | --- | ----- | ---- | ------------------------------- |
| 1.   | Аргентина      | 5  | 5 | 0 | 436 | 343 | +93   | 10   | Пласман у Четвртфинале          |
| 2.   | Пољска         | 5  | 4 | 1 | 383 | 373 | +10   | 9    | Пласман у Четвртфинале          |
| 3.   | Русија         | 5  | 3 | 2 | 373 | 358 | +15   | 8    | Распоред од 9. до 12. позиције  |
| 4.   | Венецуела      | 5  | 2 | 3 | 355 | 366 | -11   | 7    | Распоред од 13. до 16. позиције |

### Група Ј (Вухан)
| 6. септембар 2019. 1 | Србија                                                   | 90–47                                | Порторико                                                             | Вухан                                                                                        |  |
| 16:30                | Четвртине: 23:14, 26:12, 22:13, 19:8                     | Четвртине: 23:14, 26:12, 22:13, 19:8 | Четвртине: 23:14, 26:12, 22:13, 19:8                                  |                                                                                              |  |
|                      | Поени: Бјелица 18 Скокови: Јокић 10 Асистенције: Јовић 9 | Boxscore                             | Поени: Уертас 11 Скокови: Колијер, Родригез 5 Асистенције: Родригез 4 | Арена: Спортски центар Вухан Судије: Кристијано Марањо, Матрињш Козловскис, Зденко Томашович |  |

| 6. септембар 2019. 1 | Шпанија                                                            | 67–60                                 | Италија                                                     | Вухан                                                                                |  |
| 20:30                | Четвртине: 18:18, 12:13, 20:17, 17:12                              | Четвртине: 18:18, 12:13, 20:17, 17:12 | Четвртине: 18:18, 12:13, 20:17, 17:12                       |                                                                                      |  |
|                      | Поени: Х. Ернангомез 16 Скокови: Клавер 9 Асистенције: Фернандез 5 | Boxscore                              | Поени: Галинари 15 Скокови: Хекет 8 Асистенције: Белинели 4 | Арена: Спортски центар Вухан Судије: Стив Андерсон, Гиљерме Локатели, Омар Бармундез |  |

| 8. септембар 2019. 2 | Порторико                                                   | 89–940(OT)                                             | Италија                                                    | Вухан                                                                                       |  |
| 16:30                | Четвртине: 24:13, 22:13, 18:24, 19:33, Продужеци: 6:24      | Четвртине: 24:13, 22:13, 18:24, 19:33, Продужеци: 6:24 | Четвртине: 24:13, 22:13, 18:24, 19:33, Продужеци: 6:24     |                                                                                             |  |
|                      | Поени: Балкман 14 Скокови: Клемен 9 Асистенције: Родригез 5 | Boxscore                                               | Поени: Белинели 27 Скокови: Абас 8 Асистенције: Галинари 5 | Арена: Спортски центар Вухан Судије: Гиљерме Локатели, Зденко Томашович, Мартињш Козловскис |  |

| 8. септембар 2019. 2 | Шпанија                                                | 81–69                                 | Србија                                                                | Вухан                                                                                 |  |
| 20:30                | Четвртине: 13:20, 32:17, 22:19, 14:13                  | Четвртине: 13:20, 32:17, 22:19, 14:13 | Четвртине: 13:20, 32:17, 22:19, 14:13                                 |                                                                                       |  |
|                      | Поени: Рубио 19 Скокови: Клавер 7 Асистенције: Гасол 6 | Boxscore                              | Поени: Богдановић 26 Скокови: Богдановић 10 Асистенције: Богдановић 6 | Арена: Спортски центар Вухан Судије: Кристијано Марањо, Стив Андерсон, Омар Бермундез |  |

| Поз. | Табела групе Ј | ИГ | Д | И | П+  | П-  | Разл. | Бод. | Коментари                       |
| ---- | -------------- | -- | - | - | --- | --- | ----- | ---- | ------------------------------- |
| 1.   | Шпанија        | 5  | 5 | 0 | 395 | 319 | +76   | 10   | Пласман у Четвртфинале          |
| 2.   | Србија         | 5  | 4 | 1 | 482 | 331 | +151  | 9    | Пласман у Четвртфинале          |
| 3.   | Италија        | 5  | 3 | 2 | 431 | 371 | +60   | 8    | Распоред од 9. до 12. позиције  |
| 4.   | Порторико      | 5  | 2 | 3 | 349 | 402 | -53   | 7    | Распоред од 13. до 16. позиције |

### Група К (Шенџен)
| 7. септембар 2019. 1 | Бразил                                                    | 71–93                                 | Чешка                                                             | Шенџен                                                                                  |  |
| 16:30                | Четвртине: 16:20, 16:25, 14:20, 25:28                     | Четвртине: 16:20, 16:25, 14:20, 25:28 | Четвртине: 16:20, 16:25, 14:20, 25:28                             |                                                                                         |  |
|                      | Поени: Бените 12 Скокови: Варежао 5 Асистенције: Уертас 6 | Boxscore                              | Поени: Саторански 20 Скокови: Балвин 11 Асистенције: Саторански 9 | Арена: Спортски Центар Шенџен Судије: Саверио Ланцарини, Џулио Анаја, Андрис Аункроџерс |  |

| 7. септембар 2019. 1 | САД                                                   | 69–53                                | Грчка                                                                    | Шенџен                                                                                   |  |
| 20:30                | Четвртине: 19:17, 19:8, 16:12, 15:16                  | Четвртине: 19:17, 19:8, 16:12, 15:16 | Четвртине: 19:17, 19:8, 16:12, 15:16                                     |                                                                                          |  |
|                      | Поени: Вокер 15 Скокови: Браун 9 Асистенције: Вокер 6 | Boxscore                             | Поени: Ј. Адетокумбо 15 Скокови: Ј. Адетокумбо 13 Асистенције: Калатес 5 | Арена: Спортски Центар Шенџен Судије: Александар Глишић, Фердинанд Пасквал, Војчех Лишка |  |

| 9. септембар 2019. 2 | Чешка                                                         | 77–84                                 | Грчка                                                             | Шенџен                                                                                   |  |
| 16:30                | Четвртине: 12:18, 21:14, 16:25, 28:27                         | Четвртине: 12:18, 21:14, 16:25, 28:27 | Четвртине: 12:18, 21:14, 16:25, 28:27                             |                                                                                          |  |
|                      | Поени: Бохачик 25 Скокови: Балвин 9 Асистенције: Саторански 9 | Boxscore                              | Поени: Калатес 27 Скокови: Ј. Адетокумбо 9 Асистенције: Калатес 6 | Арена: Спортски Центар Шенџен Судије: Александар Глишић, Андрис Аункроџерс, Војчех Лишка |  |

| 9. септембар 2019. 2 | САД                                                            | 89–73                                 | Бразил                                                    | Шенџен                                                                                  |  |
| 20:30                | Четвртине: 21:18, 22:21, 24:17, 22:17                          | Четвртине: 21:18, 22:21, 24:17, 22:17 | Четвртине: 21:18, 22:21, 24:17, 22:17                     |                                                                                         |  |
|                      | Поени: Тарнер, Вокер 16 Скокови: Тарнер 8 Асистенције: Мичел 7 | Boxscore                              | Поени: Бените 21 Скокови: Варежао 8 Асистенције: Уертас 5 | Арена: Спортски Центар Шенџен Судије: Саверио Ланцарини, Фердинанд Пасквал, Џулио Анаја |  |

| Поз. | Табела групе К | ИГ | Д | И | П+  | П-  | Разл. | Бод. | Коментари                       |
| ---- | -------------- | -- | - | - | --- | --- | ----- | ---- | ------------------------------- |
| 1.   | САД            | 5  | 5 | 0 | 437 | 330 | +107  | 10   | Пласман у Четвртфинале          |
| 2.   | Чешка          | 5  | 3 | 2 | 417 | 395 | +22   | 8    | Пласман у Четвртфинале          |
| 3.   | Грчка          | 5  | 3 | 2 | 403 | 382 | +21   | 8    | Распоред од 9. до 12. позиције  |
| 4.   | Бразил         | 5  | 3 | 2 | 409 | 427 | -18   | 8    | Распоред од 13. до 16. позиције |

- Међусобни скор: Чешка 1—1 (+15), Грчка 1—1 (+6), Бразил 1—1 (-21)

### Група Л (Нанкинг)
| 7. септембар 2019. 1 | Аустралија                                        | 82–76                                 | Доминиканска Република                                   | Нанкинг                                                                             |  |
| 16:00                | Четвртине: 24:19, 16:19, 17:14, 25:24             | Четвртине: 24:19, 16:19, 17:14, 25:24 | Четвртине: 24:19, 16:19, 17:14, 25:24                    |                                                                                     |  |
|                      | Поени: Милс 19 Скокови: Кеј 8 Асистенције: Милс 9 | Boxscore                              | Поени: Варгас 16 Скокови: Варгас 7 Асистенције: Солано 9 | Арена: Олимпијски парк у Нанкингу Судије: Толга Сахин, Хуан Фернандез, Луис Кастиљо |  |

| 7. септембар 2019. 1 | Француска                                                         | 78–75                                 | Литванија                                                           | Нанкинг                                                                                  |  |
| 20:00                | Четвртине: 26:14, 24:26, 15:14, 13:21                             | Четвртине: 26:14, 24:26, 15:14, 13:21 | Четвртине: 26:14, 24:26, 15:14, 13:21                               |                                                                                          |  |
|                      | Поени: Фурније 24 Скокови: Гобер 8 Асистенције: Олбиси, Де Коло 4 | Boxscore                              | Поени: Валанчјунас 18 Скокови: Валанчјунас 8 Асистенције: Сабонис 4 | Арена: Олимпијски парк у Нанкингу Судије: Антонио Конде, Данијел Гарсија, Леандро Лежано |  |

| 9. септембар 2019. 2 | Доминиканска Република                                   | 55–74                                 | Литванија                                                                            | Нанкинг                                                                                 |  |
| 16:00                | Четвртине: 14:19, 10:19, 15:14, 16:22                    | Четвртине: 14:19, 10:19, 15:14, 16:22 | Четвртине: 14:19, 10:19, 15:14, 16:22                                                |                                                                                         |  |
|                      | Поени: Мендоза 14 Скокови: Ројас 6 Асистенције: Солано 6 | Boxscore                              | Поени: Лекавичијус, Валанчјунас 19 Скокови: Валанчјунас 10 Асистенције: Калнијетис 8 | Арена: Олимпијски парк у Нанкингу Судије: Стив Андерсон, Мартињш Козловскис, Хванг Инте |  |

| 9. септембар 2019. 2 | Француска                                                 | 98–100                                 | Аустралија                                                | Нанкинг                                                                             |  |
| 20:00                | Четвртине: '24:23, 22:23, 29:25, 23:29                    | Четвртине: '24:23, 22:23, 29:25, 23:29 | Четвртине: '24:23, 22:23, 29:25, 23:29                    |                                                                                     |  |
|                      | Поени: Фурније 31 Скокови: Фурније 6 Асистенције: Гобер 6 | Boxscore                               | Поени: Милс 30 Скокови: Богут 6 Асистенције: Делаведова 9 | Арена: Олимпијски парк у Нанкингу Судије: Толга Сахин, Хуан Фернандез, Луис Кастиљо |  |

| Поз. | Табела групе Л         | ИГ | Д | И | П+  | П-  | Разл. | Бод. | Коментари                       |
| ---- | ---------------------- | -- | - | - | --- | --- | ----- | ---- | ------------------------------- |
| 1.   | Аустралија             | 5  | 5 | 0 | 458 | 416 | +42   | 10   | Пласман у Четвртфинале          |
| 2.   | Француска              | 5  | 4 | 1 | 447 | 369 | +78   | 9    | Пласман у Четвртфинале          |
| 3.   | Литванија              | 5  | 3 | 2 | 424 | 336 | +88   | 8    | Распоред од 9. до 12. позиције  |
| 4.   | Доминиканска Република | 5  | 2 | 3 | 337 | 390 | -53   | 7    | Распоред од 13. до 16. позиције |

## Распоред 17-32. места

### Група М (Гуангџоу)
| 6. септембар 2019. 1 | Нигерија                                                | 83–66                                 | Обала Слоноваче                                                     | Гуангџоу                                                                                      |  |
| 16:00                | Четвртине: 24:18, 13:17, 26:11, 20:20                   | Четвртине: 24:18, 13:17, 26:11, 20:20 | Четвртине: 24:18, 13:17, 26:11, 20:20                               |                                                                                               |  |
|                      | Поени: Винсент 15 Скокови: Диогу 9 Асистенције: Окоги 5 | Boxscore                              | Поени: Томпсон 19 Скокови: Томпсон 9 Асистенције: Диабате, Фофана 4 | Арена: Спортски центар Гуангџоу Судије: Јоргос Порсанидис, Кришна Домингез, Маркос Мичаелидес |  |

| 6. септембар 2019. 1 | Кина                                                    | 77–73                                 | Јужна Кореја                                                    | Гуангџоу                                                                           |  |
| 20:00                | Четвртине: 19:18, 16:14, 19:20, 23:21                   | Четвртине: 19:18, 16:14, 19:20, 23:21 | Четвртине: 19:18, 16:14, 19:20, 23:21                           |                                                                                    |  |
|                      | Поени: Гуо, Зао Р. 16 Скокови: Зу 15 Асистенције: Гуо 5 | Boxscore                              | Поени: Ретлиф 21 Скокови: Ретлиф 12 Асистенције: Парк, Ким С. 4 | Арена: Спортски центар Гуангџоу Судије: Мајкл Вејланд, Карстен Страуб, Џејмс Бојер |  |

| 8. септембар 2019. 2 | Обала Слоноваче                                      | 71–80                                 | Јужна Кореја                                            | Гуангџоу                                                                              |  |
| 14:00                | Четвртине: 14:18, 16:32, 17:16, 24:14                | Четвртине: 14:18, 16:32, 17:16, 24:14 | Четвртине: 14:18, 16:32, 17:16, 24:14                   |                                                                                       |  |
|                      | Поени: Абоуо 15 Скокови: Фофана 7 Асистенције: Еди 4 | Boxscore                              | Поени: Ретлиф 26 Скокови: Ретлиф 16 Асистенције: Парк 6 | Арена: Спортски центар Гуангџоу Судије: Кришна Домингез, Џејмс Бојер, Арнауд Ком Њило |  |

| 8. септембар 2019. 2 | Кина                                            | 73–86                                 | Нигерија                                              | Гуангџоу                                                                                 |  |
| 20:00                | Четвртине: 21:19, 10:16, 20:25, 22:26           | Четвртине: 21:19, 10:16, 20:25, 22:26 | Четвртине: 21:19, 10:16, 20:25, 22:26                 |                                                                                          |  |
|                      | Поени: Ји 27 Скокови: Ванг 7 Асистенције: Сун 9 | Boxscore                              | Поени: Окоги 18 Скокови: Амину 8 Асистенције: Амину 6 | Арена: Спортски центар Гуангџоу Судије: Мајкл Вејланд, Јоргос Порсанидис, Карстен Страуб |  |

| Поз. | Табела групе М  | ИГ | Д | И | П+  | П-  | Разл. | Бод. | Коментари                       |
| ---- | --------------- | -- | - | - | --- | --- | ----- | ---- | ------------------------------- |
| 1.   | Нигерија        | 5  | 3 | 2 | 435 | 381 | +54   | 8    | Распоред од 17. до 20. позиције |
| 2.   | Кина (Д)        | 5  | 2 | 3 | 355 | 365 | -10   | 7    | Распоред од 21. до 24. позиције |
| 3.   | Јужна Кореја    | 5  | 1 | 4 | 361 | 438 | -77   | 6    | Распоред од 25. до 28. позиције |
| 4.   | Обала Слоноваче | 5  | 0 | 5 | 326 | 400 | -74   | 5    | Распоред од 29. до 32. позиције |

### Група Н (Пекинг)
| 6. септембар 2019. 1 | Ангола                                                           | 62–71                                | Иран                                                          | Пекинг                                                                         |  |
| 16:00                | Четвртине: 17:19, 12:9, 16:20, 17:23                             | Четвртине: 17:19, 12:9, 16:20, 17:23 | Четвртине: 17:19, 12:9, 16:20, 17:23                          |                                                                                |  |
|                      | Поени: Мораис 17 Скокови: Мореира 7 Асистенције: четири играча 2 | Boxscore                             | Поени: Бахрами 21 Скокови: Герамипор 7 Асистенције: Јакчали 4 | Арена: Кадилак арена Судије: Јенер Јилмаз, Скот Бекер (AUS), Николас Фернандез |  |

| 6. септембар 2019. 1 | Тунис                                                | 86–67                                 | Филипини                                                  | Пекинг                                                                |  |
| 20:00                | Четвртине: 27:10, 19:14, 21:15, 19:28                | Четвртине: 27:10, 19:14, 21:15, 19:28 | Четвртине: 27:10, 19:14, 21:15, 19:28                     |                                                                       |  |
|                      | Поени: Абада 16 Скокови: Мејри 12 Асистенције: Рол 4 | Boxscore                              | Поени: Блач 24 Скокови: Блач 11 Асистенције: пет играча 2 | Арена: Кадилак арена Судије: Метју Калио, Борис Крејич, Харја Јаладри |  |

| 8. септембар 2019. 2 | Тунис                                                          | 86–84                                 | Ангола                                                       | Пекинг                                                                 |  |
| 16:00                | Четвртине: 31:20, 21:17, 15:28, 19:19                          | Четвртине: 31:20, 21:17, 15:28, 19:19 | Четвртине: 31:20, 21:17, 15:28, 19:19                        |                                                                        |  |
|                      | Поени: Рол 21 Скокови: Мејри, Ромдане 8 Асистенције: Ромдане 6 | Boxscore                              | Поени: Мореира 21 Скокови: Мореира 9 Асистенције: Домингос 6 | Арена: Кадилак арена Судије: Јенер Јилмаз, Борис Крејич, Харја Јаладри |  |

| 8. септембар 2019. 2 | Иран                                                               | 95–75                                 | Филипини                                            | Пекинг                                                                  |  |
| 20:00                | Четвртине: 30:24, 18:10, 27:16, 20:25                              | Четвртине: 30:24, 18:10, 27:16, 20:25 | Четвртине: 30:24, 18:10, 27:16, 20:25               |                                                                         |  |
|                      | Поени: Хадади 19 Скокови: Хадади 7 Асистенције: Јамшиди, Јакчали 5 | Boxscore                              | Поени: Болик 15 Скокови: Блач 5 Асистенције: Блач 5 | Арена: Кадилак арена Судије: Метју Калио, Скот Бекер, Николас Фернандез |  |

| Поз. | Табела групе Н | ИГ | Д | И | П+  | П-  | Разл. | Бод. | Коментари                       |
| ---- | -------------- | -- | - | - | --- | --- | ----- | ---- | ------------------------------- |
| 1.   | Тунис          | 5  | 3 | 2 | 377 | 386 | -9    | 8    | Распоред од 17. до 20. позиције |
| 2.   | Иран           | 5  | 2 | 3 | 379 | 372 | +7    | 7    | Распоред од 21. до 24. позиције |
| 3.   | Ангола         | 5  | 1 | 4 | 350 | 435 | -85   | 6    | Распоред од 25. до 28. позиције |
| 4.   | Филипини       | 5  | 0 | 5 | 352 | 499 | -147  | 4    | Распоред од 29. до 32. позиције |

### Група О (Дунгуан)
| 7. септембар 2019. 1 | Нови Зеланд                                                     | 111–81                                | Јапан                                                      | Дунгуан                                                                                     |  |
| 15:30                | Четвртине: 29:29, 26:10, 27:22, 29:20                           | Четвртине: 29:29, 26:10, 27:22, 29:20 | Четвртине: 29:29, 26:10, 27:22, 29:20                      |                                                                                             |  |
|                      | Поени: К. Вебстер 27 Скокови: Фоту 10 Асистенције: Т. Вебстер 9 | Boxscore                              | Поени: Фазекас 31 Скокови: Фазекас 9 Асистенције: Танака 5 | Арена: Спортски центар Донгфенг Нисан Судије: Сергеј Зашчук, Ким Јонг-кук, Кингсли Ојеабуру |  |

| 7. септембар 2019. 1 | Турска                                                     | 79–74                                 | Црна Гора                                                             | Дунгуан                                                                                 |  |
| 19:30                | Четвртине: 16:26, 16:11, 17:21, 30:16                      | Четвртине: 16:26, 16:11, 17:21, 30:16 | Четвртине: 16:26, 16:11, 17:21, 30:16                                 |                                                                                         |  |
|                      | Поени: Осман 19 Скокови: Бирсен 8 Асистенције: Вилбекин 13 | Boxscore                              | Поени: Вучевић 20 Скокови: Дубљевић 8 Асистенције: Поповић, Вучевић 5 | Арена: Спортски центар Донгфенг Нисан Судије: Роберто Васкез, Андрес Бартел, Мичал Проц |  |

| 9. септембар 2019. 2 | Јапан                                                      | 65–80                                 | Црна Гора                                                          | Дунгуан                                                                               |  |
| 15:30                | Четвртине: 16:26, 17:14, 18:21, 14:19                      | Четвртине: 16:26, 17:14, 18:21, 14:19 | Четвртине: 16:26, 17:14, 18:21, 14:19                              |                                                                                       |  |
|                      | Поени: Ватанабе 34 Скокови: Ватанабе 9 Асистенције: Баба 5 | Boxscore                              | Поени: Вучевић 18 Скокови: Бјелица, Вучевић 7 Асистенције: Нидам 8 | Арена: Спортски центар Донгфенг Нисан Судије: Сергеј Зашчук, Мичал Проц, Ким Јонг-кук |  |

| 9. септембар 2019. 2 | Турска                                                           | 101–102                               | Нови Зеланд                                                 | Дунгуан                                                                              |  |
| 19:30                | Четвртине: 31:26, 22:24, 24:24, 24:28                            | Четвртине: 31:26, 22:24, 24:24, 24:28 | Четвртине: 31:26, 22:24, 24:24, 24:28                       |                                                                                      |  |
|                      | Поени: Осман 32 Скокови: Бирсен, Осман 6 Асистенције: Вилбекин 7 | Boxscore                              | Поени: Ло, Фоту 17 Скокови: Делани 7 Асистенције: Вебстер 5 | Арена: Спортски центар Донгфенг Нисан Судије: Роберто Васкез, Андрес Бартел, Дуан Зу |  |

| Поз. | Табела групе О | ИГ | Д | И | П+  | П-  | Разл. | Бод. | Коментари                       |
| ---- | -------------- | -- | - | - | --- | --- | ----- | ---- | ------------------------------- |
| 1.   | Нови Зеланд    | 5  | 3 | 2 | 497 | 470 | +27   | 8    | Распоред од 17. до 20. позиције |
| 2.   | Турска         | 5  | 2 | 3 | 434 | 427 | +7    | 7    | Распоред од 21. до 24. позиције |
| 3.   | Црна Гора      | 5  | 1 | 4 | 370 | 406 | -36   | 6    | Распоред од 25. до 28. позиције |
| 4.   | Јапан          | 5  | 0 | 5 | 334 | 464 | -130  | 5    | Распоред од 29. до 32. позиције |

### Група П (Шангај)
| 7. септембар 2019. 1 | Канада                                                         | 126–71                                | Јордан                                                     | Шангај                                                                           |  |
| 16:00                | Четвртине: 31:13, 32:22, 36:15, 27:21                          | Четвртине: 31:13, 32:22, 36:15, 27:21 | Четвртине: 31:13, 32:22, 36:15, 27:21                      |                                                                                  |  |
|                      | Поени: Вилтјер 29 Скокови: Бирч, Класен 7 Асистенције: Џозеф 8 | Boxscore                              | Поени: Такер 13 Скокови: Абувазанех 6 Асистенције: Абден 4 | Арена: Спортски центар Шангај Судије: Хорхе Васкез, Мартин Хорозов, Фелипе Ибара |  |

| 7. септембар 2019. 1 | Немачка                                                    | 89–78                                 | Сенегал                                                             | Шангај                                                                            |  |
| 20:00                | Четвртине: 14:11, 22:26, 30:23, 23:18                      | Четвртине: 14:11, 22:26, 30:23, 23:18 | Четвртине: 14:11, 22:26, 30:23, 23:18                               |                                                                                   |  |
|                      | Поени: Шредер 24 Скокови: Војтман 9 Асистенције: Шредер 12 | Boxscore                              | Поени: И. Фаје, Ндоур 17 Скокови: И. Фаје 7 Асистенције: Далмеида 6 | Арена: Спортски центар Шангај Судије: Мануел Мацони, Гентиан Цици, Карлос Пералта |  |

| 9. септембар 2019. 2 | Јордан                                                   | 79–77                                 | Сенегал                                                   | Шангај                                                                               |  |
| 16:00                | Четвртине: 22:16, 13:20, 20:20, 24:21                    | Четвртине: 22:16, 13:20, 20:20, 24:21 | Четвртине: 22:16, 13:20, 20:20, 24:21                     |                                                                                      |  |
|                      | Поени: Такер 34 Скокови: Такер 11 Асистенције: Ибрахим 9 | Boxscore                              | Поени: Ндоје 22 Скокови: Ндоје 11 Асистенције: Далмеида 7 | Арена: Спортски центар Шангај Судије: Мануел Мацони, Алексис Меркадо, Карлос Пералта |  |

| 9. септембар 2019. 2 | Немачка                                                   | 82–76                                 | Канада                                                 | Шангај                                                                           |  |
| 20:00                | Четвртине: 17:12, 19:21, 20:23, 26:20                     | Четвртине: 17:12, 19:21, 20:23, 26:20 | Четвртине: 17:12, 19:21, 20:23, 26:20                  |                                                                                  |  |
|                      | Поени: Шредер 21 Скокови: Шредер 10 Асистенције: Шредер 9 | Boxscore                              | Поени: Вилтјер 18 Скокови: Бирч 9 Асистенције: Џозеф 6 | Арена: Спортски центар Шангај Судије: Хорхе Васкез, Гентиан Цици, Мартин Хорозов |  |

| Поз. | Табела групе П | ИГ | Д | И | П+  | П-  | Разл. | Бод. | Коментари                       |
| ---- | -------------- | -- | - | - | --- | --- | ----- | ---- | ------------------------------- |
| 1.   | Немачка        | 5  | 3 | 2 | 409 | 364 | +45   | 8    | Распоред од 17. до 20. позиције |
| 2.   | Канада         | 5  | 2 | 3 | 445 | 413 | +32   | 7    | Распоред од 21. до 24. позиције |
| 3.   | Јордан         | 5  | 1 | 4 | 352 | 482 | -130  | 6    | Распоред од 25. до 28. позиције |
| 4.   | Сенегал        | 5  | 0 | 5 | 330 | 432 | -102  | 5    | Распоред од 29. до 32. позиције |

## Елиминациона фаза
|  | Четвртфинале            | Четвртфинале           |                        |    | Полуфинале  | Полуфинале  |  |  | Финале | Финале |
|  |                         |                        |                        |    |             |             |  |  |        |        |
|  | 10. септембар - Дунгуан |                        |                        |    |             |             |  |  |        |        |
|  |                         |                        |                        |    |             |             |  |  |        |        |
|  | Аргентина               | 97                     |                        |    |             |             |  |  |        |        |
|  | Аргентина               | 97                     | 13. септембар - Пекинг |    |             |             |  |  |        |        |
|  | Србија                  | 87                     |                        |    |             |             |  |  |        |        |
|  | Србија                  | 87                     | Аргентина              | 80 |             |             |  |  |        |        |
|  | 11. септембар - Дунгуан |                        | Аргентина              | 80 |             |             |  |  |        |        |
|  |                         | Француска              | 66                     |    |             |             |  |  |        |        |
|  | САД                     | Француска              | 66                     | 79 |             |             |  |  |        |        |
|  | САД                     |                        | 15. септембар - Пекинг | 79 |             |             |  |  |        |        |
|  | Француска               | 89                     |                        |    |             |             |  |  |        |        |
|  | Француска               | 89                     | Аргентина              | 75 |             |             |  |  |        |        |
|  | 10. септембар - Шангај  |                        | Аргентина              | 75 |             |             |  |  |        |        |
|  |                         | Шпанија                | 95                     |    |             |             |  |  |        |        |
|  | Шпанија                 | Шпанија                | 95                     | 90 |             |             |  |  |        |        |
|  | Шпанија                 | 13. септембар - Пекинг |                        | 90 |             |             |  |  |        |        |
|  | Пољска                  | 78                     |                        |    |             |             |  |  |        |        |
|  | Пољска                  | 78                     | Шпанија (2OT)          | 95 |             |             |  |  |        |        |
|  | 11. септембар - Шангај  |                        | Шпанија (2OT)          | 95 |             |             |  |  |        |        |
|  |                         | Аустралија             | 88                     |    | Треће место | Треће место |  |  |        |        |
|  | Аустралија              | Аустралија             | 88                     | 82 | Треће место | Треће место |  |  |        |        |
|  | Аустралија              |                        | 15. септембар - Пекинг | 82 |             |             |  |  |        |        |
|  | Чешка                   | 70                     |                        |    |             |             |  |  |        |        |
|  | Чешка                   | 70                     | Француска              | 67 |             |             |  |  |        |        |
|  |                         |                        |                        |    |             |             |  |  |        |        |
|  | Аустралија              | 59                     |                        |    |             |             |  |  |        |        |
|  | Аустралија              | 59                     |                        |    |             |             |  |  |        |        |

|  | 5. — 8. позиција        | 5. — 8. позиција |                        |    | 5. позиција | 5. позиција |
|  |                         |                  |                        |    |             |             |
|  | 12. септембар - Дунгуан |                  |                        |    |             |             |
|  |                         |                  |                        |    |             |             |
|  | Србија                  | 94               |                        |    |             |             |
|  | Србија                  | 94               | 14. септембар - Пекинг |    |             |             |
|  | САД                     | 89               |                        |    |             |             |
|  | САД                     | 89               | Србија                 | 90 |             |             |
|  | 12. септембар - Шангај  |                  | Србија                 | 90 |             |             |
|  |                         | Чешка            | 81                     |    |             |             |
|  | Пољска                  | Чешка            | 81                     | 84 |             |             |
|  | Пољска                  |                  |                        | 84 |             |             |
|  | Чешка                   | 94               |                        |    |             |             |
|  | Чешка                   | 94               | 7. позиција            |    |             |             |
|  |                         |                  |                        |    |             |             |
|  | 14. септембар - Пекинг  |                  |                        |    |             |             |
|  |                         |                  |                        |    |             |             |
|  | САД                     | 87               |                        |    |             |             |
|  | САД                     | 87               |                        |    |             |             |
|  | Пољска                  | 74               |                        |    |             |             |

### Четвртфинале
| 10. септембар 2019. 1/4 | Аргентина                                              | 97–87                                 | Србија                                                      | Дунгуан                                                                                     |  |
| 19:00                   | Четвртине: 25:23, 29:26, 14:18, 29:20                  | Четвртине: 25:23, 29:26, 14:18, 29:20 | Четвртине: 25:23, 29:26, 14:18, 29:20                       |                                                                                             |  |
|                         | Поени: Скола 20 Скокови: Дек 8 Асистенције: Кампацо 12 | Boxscore                              | Поени: Богдановић 21 Скокови: Јокић 10 Асистенције: Јокић 5 | Арена: Спортски центар Донгфенг Нисан Судије: Кристијано Марањо, Толга Сахин, Мајкл Вејланд |  |

| 11. септембар 2019. 1/4 | САД                                                          | 79–89                                  | Француска                                                  | Дунгуан                                                                                              |  |
| 19:00                   | Четвртине: 18:18, 21:27, '27:18, 13:26                       | Четвртине: 18:18, 21:27, '27:18, 13:26 | Четвртине: 18:18, 21:27, '27:18, 13:26                     | |  |
|                         | Поени: Мичел 29 Скокови: Мичел 6 Асистенције: Барнс, Мичел 4 | Boxscore                               | Поени: Фурније 22 Скокови: Гобер 16 Асистенције: Фурније 4 | Арена: Спортски центар Донгфенг Нисан Судије: Гиљерме Локатели, Јоргос Порсанидис, Фердинанд Пасквал |  |

| 10. септембар 2019. 1/4 | Шпанија                                               | 90–78                                 | Пољска                                                     | Шангај                                                                      |  |
| 21:00                   | Четвртине: 22:18, 24:20, 21:17, 23:20                 | Четвртине: 22:18, 24:20, 21:17, 23:20 | Четвртине: 22:18, 24:20, 21:17, 23:20                      |                                                                             |  |
|                         | Поени: Рубио 19 Скокови: Рубио 5 Асистенције: Рубио 9 | Boxscore                              | Поени: Слотер 19 Скокови: Понтика 11 Асистенције: Слотер 6 | Арена: Спортски центар Шангај Судије: Хорхе Васкез, Јохан Росо, Такаки Като |  |

| 11. септембар 2019. 1/4 | Аустралија                                        | 82–70                                 | Чешка                                                   | Шангај                                                                              |  |
| 21:00                   | Четвртине: 17:17, 16:13, 30:18, 19:22             | Четвртине: 17:17, 16:13, 30:18, 19:22 | Четвртине: 17:17, 16:13, 30:18, 19:22                   |                                                                                     |  |
|                         | Поени: Милс 24 Скокови: Кеј 7 Асистенције: Милс 6 | Boxscore                              | Поени: Ауда Скокови: Саторански Асистенције: Саторански | Арена: Спортски центар Шангај Судије: Роберто Васкез, Адемир Зураповић, Метју Калио |  |

### Полуфинале од 5. до 8. места
| 12. септембар 2019. 5-8 | Србија                                                       | 94–89                                | САД                                                     | Дунгуан                                                                                |  |
| 19:00                   | Четвртине: 32:7, 12:33, 27:28, 23:21                         | Четвртине: 32:7, 12:33, 27:28, 23:21 | Четвртине: 32:7, 12:33, 27:28, 23:21                    |                                                                                        |  |
|                         | Поени: Богдановић 28 Скокови: Бјелица 5 Асистенције: Јокић 7 | Boxscore                             | Поени: Барнс 22 Скокови: Мидлтон 6 Асистенције: Вокер 8 | Арена: Спортски центар Донгфенг Нисан Судије: Кристијано Марањо, Ју Јанг, Луис Кастиљо |  |

| 12. септембар 2019. 5-8 | Пољска                                                     | 84–94                                 | Чешка                                                          | Шангај                                                                         |  |
| 21:00                   | Четвртине: 23:23, 12:20, 28:21, 21:30                      | Четвртине: 23:23, 12:20, 28:21, 21:30 | Четвртине: 23:23, 12:20, 28:21, 21:30                          |                                                                                |  |
|                         | Поени: Вачински 22 Скокови: Кулиг 7 Асистенције: Слотер 10 | Boxscore                              | Поени: Хрубан 24 Скокови: Хрубан 12 Асистенције: Саторански 12 | Арена: Спортски центар Шангај Судије: Јохан Росо, Хуан Фернандез, Борис Крејич |  |

### Полуфинале
| 13. септембар 2019. 1/2 | Шпанија                                                    | 95–880(OT)                                              | Аустралија                                               | Пекинг                                                                     |  |
| 16:00                   | Четвртине: 22:21, 10:16, 19:18, 20:16, Продужеци: 24:17    | Четвртине: 22:21, 10:16, 19:18, 20:16, Продужеци: 24:17 | Четвртине: 22:21, 10:16, 19:18, 20:16, Продужеци: 24:17  |                                                                            |  |
|                         | Поени: Гасол 33 Скокови: Фернандез 7 Асистенције: Рубио 12 | Boxscore                                                | Поени: Милс 34 Скокови: Кеј 11 Асистенције: Делаведова 9 | Арена: Кадилак арена Судије: Гиљерме Локатели, Толга Сахин, Омар Бермундез |  |

| 13. септембар 2019. 1/2 | Аргентина                                                | 80–66                                 | Француска                                                             | Пекинг                                                                     |  |
| 20:00                   | Четвртине: 21:18, 18:14, 21:16, 20:18                    | Четвртине: 21:18, 18:14, 21:16, 20:18 | Четвртине: 21:18, 18:14, 21:16, 20:18                                 |                                                                            |  |
|                         | Поени: Скола 28 Скокови: Скола 13 Асистенције: Кампацо 6 | Boxscore                              | Поени: Фурније, Нтиликина 16 Скокови: Гобер 11 Асистенције: Де Коло 4 | Арена: Кадилак арена Судије: Стив Андерсон, Адемир Зураповић, Хорхе Васкез |  |

### Утакмица за 7. место
| 14. септембар 2019. 7. место | САД                                                     | 87–74                                 | Пољска                                                     | Пекинг                                                               |  |
| 16:00                        | Четвртине: 28:14, 19:16, 16:25, 24:19                   | Четвртине: 28:14, 19:16, 16:25, 24:19 | Четвртине: 28:14, 19:16, 16:25, 24:19                      |                                                                      |  |
|                              | Поени: Мичел 16 Скокови: Тарнер 8 Асистенције: Мичел 10 | Boxscore                              | Поени: Поњитка 18 Скокови: Поњитка 7 Асистенције: Слотер 5 | Арена: Кадилак арена Судије: Александар Глишић, Ју Јанг, Такаки Като |  |

### Утакмица за 5. место
| 14. септембар 2019. 5. место | Србија                                                      | 90–81                                 | Чешка                                                       | Пекинг                                                                          |  |
| 20:00                        | Четвртине: 20:20, 21:30, 28:12, 21:19                       | Четвртине: 20:20, 21:30, 28:12, 21:19 | Четвртине: 20:20, 21:30, 28:12, 21:19                       |                                                                                 |  |
|                              | Поени: Богдановић 31 Скокови: Јокић 14 Асистенције: Јокић 7 | Boxscore                              | Поени: Ауда 16 Скокови: Балвин 10 Асистенције: Саторански 6 | Арена: Кадилак арена Судије: Гиљерме Локатели, Јоргос Порсанидис, Мајкл Вејланд |  |

### Утакмица за 3. место
| 15. септембар 2019. 3. место | Француска                                                | 67–59                                 | Аустралија                                                 | Пекинг                                                                           |  |
| 16:00                        | Четвртине: 11:16, 10:14, 21:16, 25:13                    | Четвртине: 11:16, 10:14, 21:16, 25:13 | Четвртине: 11:16, 10:14, 21:16, 25:13                      |                                                                                  |  |
|                              | Поени: Де Коло 19 Скокови: Поарје 7 Асистенције: Батум 6 | Boxscore                              | Поени: Инглс 17 Скокови: Богут 6 Асистенције: Делаведова 5 | Арена: Кадилак арена Судије: Роберто Васкез, Адемир Зураповић, Фердинанд Пасквал |  |

### Финале
| 15. септембар 2019. Финале | Аргентина                                             | 75–95                                 | Шпанија                                                    | Пекинг                                                                                      |  |
| 20:00                      | Четвртине: 14:23, 17:20, 16:23, 28:29                 | Четвртине: 14:23, 17:20, 16:23, 28:29 | Четвртине: 14:23, 17:20, 16:23, 28:29                      |                                                                                             |  |
|                            | Поени: Дек 24 Скокови: Скола 8 Асистенције: Кампацо 8 | Boxscore                              | Поени: Рубио 20 Скокови: Фернандез 10 Асистенције: Гасол 7 | Арена: Кадилак арена Гледалаца: 17.500 Судије: Кристијано Марањо, Јохан Росо, Стив Андерсон |  |

## Награде
| 2° место Аргентина | Победник Светског првенства у кошарци 2019. Шпанија 2° титула | 3° место Француска |

Ол-Стар тим и МВП играч су проглашени 15. септембра 2019.
| Ол-Стар тим                  | Ол-Стар тим             | Ол-Стар тим |
| Бекови                       | Крила                   | Центар      |
| ---------------------------- | ----------------------- | ----------- |
| Рики Рубио Богдан Богдановић | Луис Скола Еван Фурније | Марк Гасол  |
| МВП: Рики Рубио              |                         |             |

## Лидери по статистици

### Просек по играчу
| Статистика     | Играч        | Репрезентација | Просек |
| -------------- | ------------ | -------------- | ------ |
| Поени          | Ра Гун-а     | Јужна Кореја   | 23.0   |
| Скокови        | Ра Гун-а     | Јужна Кореја   | 12.8   |
| Асистенције    | Денис Шредер | Немачка        | 9.4    |
| Украдене лопте | Омар Абада   | Тунис          | 2.6    |
| Блокада        | Салах Межри  | Тунис          | 3.2    |

### Просек по репрезентацијама
| Статистика     | Репрезентација | Просек |
| -------------- | -------------- | ------ |
| Поена          | Нови Зеланд    | 99.4   |
| Скокова        | САД            | 43.6   |
| Асистенција    | Србија         | 25.9   |
| Украдене лопте | Нигерија       | 11.2   |
| Блокада        | Нигерија       | 6.2    |

### Статистика играча
| Статистика      | Играч            | Репрезентација | Противник              | Укупно |
| --------------- | ---------------- | -------------- | ---------------------- | ------ |
| Поена           | Ахмет Дувериоглу | Јордан         | Доминиканска Република | 34     |
| Поена           | Дар Такер        | Јордан         | Сенегал                | 34     |
| Поена           | Јута Ватанабе    | Јапан          | Црна Гора              | 34     |
| Поена           | Патрик Милс      | Аустралија     | Шпанија                | 34     |
| Скокова         | Хамед Хадади     | Иран           | Порторико              | 16     |
| Скокова         | Ра Гун-а         | Јужна Кореја   | Обала Слоноваче        | 16     |
| Скокова         | Руди Гобер       | Француска      | САД                    | 16     |
| Асистенција     | Скоти Вилбекин   | Турска         | Црна Гора              | 13     |
| Асистенција     | Томаш Саторански | Чешка          | Аустралија             | 13     |
| Украдених лопти | Омар Абада       | Тунис          | Порторико              | 6      |
| Блокада         | Руди Гобер       | Француска      | Немачка                | 5      |
| Блокада         | Салах Межри      | Тунис          | Иран                   | 5      |

### Статистика репрезентација
| Статистика      | Репрезентација | Противник | Укупно |
| --------------- | -------------- | --------- | ------ |
| Поена           | Канада         | Јордан    | 126    |
| Поена           | Србија         | Филипини  | 126    |
| Скокова         | САД            | Јапан     | 58     |
| Асистенција     | Канада         | Јордан    | 37     |
| Асистенција     | Србија         | Филипини  | 37     |
| Украдених лопти | Аргентина      | Пољска    | 16     |
| Блокада         | Нигерија       | Аргентина | 10     |
| Блокада         | Црна Гора      | Јапан     | 10     |
| Кош разлика     | Србија         | Филипини  | 59     |

## Учинак играча

### Најбољи стрелци
| Бр. | Играч             | Репрезентација | Укупно поена |
| --- | ----------------- | -------------- | ------------ |
| 1.  | Богдан Богдановић | Србија         | 183          |
| 2.  | Патрик Милс       | Аустралија     | 182          |
| 3.  | Еван Фурније      | Француска      | 158          |
| 4.  | Луис Скола        | Аргентина      | 143          |
| 5.  | Нандо де Коло     | Француска      | 132          |
| 6.  | Рики Рубио        | Шпанија        | 131          |
| 7.  | Томаш Саторански  | Чешка          | 124          |
| 8.  | Јаромир Бохачик   | Чешка          | 122          |
| 9.  | Ра Гун-а          | Јужна Кореја   | 115          |
| 10. | Марк Гасол        | Шпанија        | 115          |

| Бр. | Играч            | Репрезентација | Укупно асист. |
| --- | ---------------- | -------------- | ------------- |
| 1.  | Томаш Саторански | Чешка          | 68            |
| 2.  | Факундо Кампацо  | Аргентина      | 62            |
| 3.  | Метју Делаведова | Аустралија     | 50            |
| 4.  | Рики Рубио       | Шпанија        | 48            |
| 5.  | Денис Шредер     | Немачка        | 47            |
| 6.  | Џо Инглс         | Аустралија     | 45            |
| 7.  | Стефан Јовић     | Србија         | 43            |
| 8.  | Донован Мичел    | САД            | 40            |
| 9.  | Кемба Вокер      | САД            | 38            |
| 10. | Никола Јокић     | Србија         | 38            |
| 11. | Еј Џеј Слотер    | Пољска         | 38            |

### Највише скокова
| Бр. | Играч          | Репрезентација | Укупно скокова |
| --- | -------------- | -------------- | -------------- |
| 1.  | Руди Гобер     | Француска      | 73             |
| 2.  | Ондреј Балвин  | Чешка          | 67             |
| 3.  | Луис Скола     | Аргентина      | 65             |
| 4.  | Ра Гун-а       | Јужна Кореја   | 64             |
| 5.  | Никола Јокић   | Србија         | 60             |
| 6.  | Хамед Хадади   | Иран           | 54             |
| 7.  | Матеуш Поњитка | Пољска         | 54             |
| 8.  | Мајлс Тарнер   | САД            | 54             |
| 9.  | Салах Межри    | Тунис          | 51             |
| 10. | Џо Инглс       | Аустралија     | 49             |

| Бр. | Играч               | Репрезентација | Укупно блокада |
| --- | ------------------- | -------------- | -------------- |
| 1.  | Салах Межри         | Тунис          | 16             |
| 2.  | Руди Гобер          | Француска      | 15             |
| 3.  | Мајлс Тарнер        | САД            | 14             |
| 4.  | Ондреј Балвин       | Чешка          | 10             |
| 5.  | Максимилијан Клебер | Немачка        | 9              |
| 6.  | Јонас Валанчјунас   | Литванија      | 8              |
| 7.  | Реналдо Балкман     | Порторико      | 7              |
| 8.  | Кем Бирч            | Канада         | 7              |
| 9.  | Јусуф Ндоје         | Сенегал        | 7              |
| 10. | Ки Зу               | Кина           | 7              |

### Највише минута
| Бр. | Играч            | Репрезентација | Укупно минута |
| --- | ---------------- | -------------- | ------------- |
| 1.  | Патрик Милс      | Аустралија     | 271           |
| 2.  | Џо Инглс         | Аустралија     | 271           |
| 3.  | Томаш Саторански | Чешка          | 265           |
| 4.  | Адам Вачински    | Пољска         | 261           |
| 5.  | Метју Делаведова | Аустралија     | 244           |
| 6.  | Јаромир Бохачик  | Чешка          | 242           |
| 7.  | Еј Џеј Слотер    | Пољска         | 238           |
| 8.  | Луис Скола       | Аргентина      | 236           |
| 9.  | Факундо Кампацо  | Аргентина      | 233           |
| 10. | Матеуш Поњитка   | Пољска         | 229           |

| Бр. | Играч             | Репрезентација | Ефикасност |
| --- | ----------------- | -------------- | ---------- |
| 1.  | Богдан Богдановић | Србија         | 197.0      |
| 2.  | Томаш Саторански  | Чешка          | 172.0      |
| 3.  | Никола Јокић      | Србија         | 152.0      |
| 4.  | Руди Гобер        | Француска      | 151.0      |
| 5.  | Луис Скола        | Аргентина      | 150.0      |
| 6.  | Факундо Кампацо   | Аргентина      | 146.0      |
| 7.  | Патрик Милс       | Аустралија     | 144.0      |
| 8.  | Рики Рубио        | Шпанија        | 140.0      |
| 9.  | Марк Гасол        | Шпанија        | 135.0      |
| 10. | Донован Мичел     | САД            | 134.0      |

## Коначан пласман
| 1. место 2. место 3. место 4. место | Од 5. до 8. места Од 9. до 16. места Од 17. до 24. места |

|  | Квалификовани на Летње олимпијске игре 2020.                   |
|  | Квалификовани на Квалификације за Летње олимпијске игре 2020.  |
|  | Квалификовани на Летње олимпијске игре 2020. као земља домаћин |

| Поз.                                                                                 | Репрезентација         | ИГ | Д | И | П+  | П-  | Разл. | Бод. | Квалификације       |
| ------------------------------------------------------------------------------------ | ---------------------- | -- | - | - | --- | --- | ----- | ---- | ------------------- |
|                                                                                      | Шпанија                | 8  | 8 | 0 | 675 | 560 | +115  | 16   | Пласман на ОИ       |
|                                                                                      | Аргентина              | 8  | 7 | 1 | 580 | 591 | +97   | 15   | Пласман на ОИ       |
|                                                                                      | Француска              | 8  | 6 | 2 | 669 | 587 | +82   | 14   | Пласман на ОИ       |
| 4                                                                                    | Аустралија             | 8  | 6 | 2 | 687 | 648 | +39   | 14   | Пласман на ОИ       |
| Разигравање од 5 до 8. места                                                         |                        |    |   |   |     |     |       |      |                     |
| 5                                                                                    | Србија                 | 8  | 6 | 2 | 753 | 598 | +155  | 14   | Квалификације за ОИ |
| 6                                                                                    | Чешка                  | 8  | 4 | 4 | 662 | 651 | +11   | 12   | Квалификације за ОИ |
| 7                                                                                    | САД                    | 8  | 6 | 2 | 692 | 587 | +105  | 14   | Пласман на ОИ       |
| 8                                                                                    | Пољска                 | 8  | 4 | 4 | 619 | 644 | -25   | 12   | Квалификације за ОИ |
| Тимови који су у другој рунди заузели 3. место на табели                             |                        |    |   |   |     |     |       |      |                     |
| 9                                                                                    | Литванија              | 5  | 3 | 2 | 424 | 336 | +88   | 8    | Квалификације за ОИ |
| 10                                                                                   | Италија                | 5  | 3 | 2 | 431 | 371 | +60   | 8    | Квалификације за ОИ |
| 11                                                                                   | Грчка                  | 5  | 3 | 2 | 403 | 382 | +21   | 8    | Квалификације за ОИ |
| 12                                                                                   | Русија                 | 5  | 3 | 2 | 373 | 358 | +15   | 8    | Квалификације за ОИ |
| Тимови који су у другој рунди заузели 4. место на табели                             |                        |    |   |   |     |     |       |      |                     |
| 13                                                                                   | Бразил                 | 5  | 3 | 2 | 409 | 427 | -18   | 8    | Квалификације за ОИ |
| 14                                                                                   | Венецуела              | 5  | 2 | 3 | 355 | 366 | -11   | 7    | Квалификације за ОИ |
| 15                                                                                   | Порторико              | 5  | 2 | 3 | 349 | 402 | -53   | 7    | Квалификације за ОИ |
| 16                                                                                   | Доминиканска Република | 5  | 2 | 3 | 337 | 390 | -53   | 7    | Квалификације за ОИ |
| Тимови који су заузели 1. место на табели у класификацији тимова од 17. до 32. места |                        |    |   |   |     |     |       |      |                     |
| 17                                                                                   | Нигерија               | 5  | 3 | 2 | 435 | 381 | +54   | 8    | Пласман на ОИ       |
| 18                                                                                   | Немачка                | 5  | 3 | 2 | 409 | 364 | +45   | 8    | Квалификације за ОИ |
| 19                                                                                   | Нови Зеланд            | 5  | 3 | 2 | 497 | 470 | +27   | 8    | Квалификације за ОИ |
| 20                                                                                   | Тунис                  | 5  | 3 | 2 | 377 | 386 | -9    | 8    | Квалификације за ОИ |
| Тимови који су заузели 2. место на табели у класификацији тимова од 17. до 32. места |                        |    |   |   |     |     |       |      |                     |
| 21                                                                                   | Канада                 | 5  | 2 | 3 | 445 | 413 | +32   | 7    | Квалификације за ОИ |
| 22                                                                                   | Турска                 | 5  | 2 | 3 | 434 | 427 | +7    | 7    | Квалификације за ОИ |
| 23                                                                                   | Иран                   | 5  | 2 | 3 | 379 | 372 | +7    | 7    | Пласман на ОИ       |
| 24                                                                                   | Кина (Д)               | 5  | 2 | 3 | 355 | 365 | -10   | 7    |                     |
| Тимови који су заузели 3. место на табели у класификацији тимова од 17. до 32. места |                        |    |   |   |     |     |       |      |                     |
| 25                                                                                   | Црна Гора              | 5  | 1 | 4 | 370 | 406 | -36   | 6    |                     |
| 26                                                                                   | Јужна Кореја           | 5  | 1 | 4 | 361 | 438 | -77   | 6    |                     |
| 27                                                                                   | Ангола                 | 5  | 1 | 4 | 350 | 435 | -85   | 6    |                     |
| 28                                                                                   | Јордан                 | 5  | 1 | 4 | 352 | 482 | -130  | 6    |                     |
| Тимови који су заузели 4. место на табели у класификацији тимова од 17. до 32. места |                        |    |   |   |     |     |       |      |                     |
| 29                                                                                   | Обала Слоноваче        | 5  | 0 | 5 | 326 | 400 | -74   | 5    |                     |
| 30                                                                                   | Сенегал                | 5  | 0 | 5 | 330 | 432 | -102  | 5    |                     |
| 31                                                                                   | Јапан                  | 5  | 0 | 5 | 334 | 464 | -130  | 5    | Земља домаћин ОИ    |
| 32                                                                                   | Филипини               | 5  | 0 | 5 | 352 | 499 | -147  | 5    |                     |

- Напомена: На Олимпијске игре, следеће године у Токију ће се пласирати директно са овог првенства две европске репрезентације, две америчке репрезентације, једна азијска репрезентација, једна афричка репрезентација и аустралијско-океанска репрезентација.
- Репрезентације које су се пласирале директно на Олимпијске игре преко Светског првенства су:
  - Европа: Шпанија и Француска.
  - Америка: Аргентнина и САД.
  - Азија: Иран.
  - Африка: Нигерија.
  - Аустралија и Океанија: Аустралија.
  - Домаћин: Јапан.

## Медији
Носиоци телевизијских права по земљи или региону су следећи:
| Земља/Регион     | Емитер           | Реф.   |
| ---------------- | ---------------- | ------ |
| Кина (домаћин)   | CCTV             |        |
| Аустралија       | Fox Sports       | [ 13 ] |
| Балкан           | Спорт клуб       |        |
| Канада           | DAZN             | [ 14 ] |
| Француска        | Canal+           | [ 15 ] |
| Грузија          | GPB              |        |
| Грчка            | ERT Sports       |        |
| Иран             | IRIB Varzesh     |        |
| Израел           | Sport 5          | [ 16 ] |
| Италија          | Sky Sport        | [ 17 ] |
| Нови Зеланд      | Māori Television | [ 18 ] |
| Филипини         | ESPN 5           |        |
| Пољска           | TVP Sport        | [ 19 ] |
| Русија           | Match TV         |        |
| Србија           | РТС              |        |
| Турска           | NTV              |        |
| Сједињене Државе | ESPN             | [ 20 ] |

## Судије
Следећих 56 судија су изабрани за турнир:
| - Ахмед Абакил - Хулио Фреил Анаја - Андрис Аункрогерс - Скот Бејкер - Џејмс Бојер - Гентиан Цици - Кришна Домингез - Николас Фернандес - Данијел Ниевес Гарсија - Мартин Хорозов - Андре Фелипе Бургос Ибара - Метју Калид - Кук Јонг Ким - Мартињш Козловскис - Саверио Ланцарини - Војчех Лишка - Кристијано Марањо - Алексис Меркадо - Јевгениј Михејев | - Кингсли Оџеабуру - Карлос Пералта - Михал Проц - Толга Сахин - Зденко Томашович - Роберто Васкез - Нан Је - Јанг Ју - Сергеј Зашчук - Ахмед Ал-Шуваили - Стивен Андерсон - Андрес Бартел - Омар Бермудез - Мигел Луис Кастиљо - Антонио Конде - Жу Дуан - Хуан Фернандез - Александар Глишић - Интае Хванг | - Харја Јаладри - Такаки Като - Арно Њило Ком - Борис Крејич - Леандро Лескано - Гиљерме Локатели - Мануел Мацони - Маркос Михелидес - Метју Мејерс - Фердинанд Пасквал - Јоргос Пурсанидис - Јохан Росо - Карстен Штраубе - Хорхе Васкез - Мајкл Вејланд - Јенер Јилмаз - Леандро Саласар - Адемир Зураповић - федерација БИХ |

## Маркетинг

### Лого
Званични лого ФИБА Светског првенства у кошарци 2019. званично је представљен 21. марта 2017. године на свечаности одржаној у Шангају. Концепт логотипа је инспирисан Пекиншком опером у којој глумци симболизују концепте као што су мудрост, упорност, моћ и савршенство, што су предусловне карактеристике које ће учесници Светског првенства морати испољити да би успели. Дизајн логотипа је такође инспирисан кинеским змајем Данцеом, који је део културне традиције (легенде) која описује борбу два змаја за сјајни бисер који треба да упореди конкуренцију националних тимова на Светском првенству. Логотип је направљен од стране агенције „Флагшип” из Шангаја.

### Спонзори
„Infront China” је ексклузивни маркетиншки партнер за домаћа комерцијална права ФИБА Светског првенства у кошарци 2019, према споразуму о стратешкој сарадњи који је званично најављен између „Infront China”, компаније „Wanda Sports” и Међунардоне кошаркашке федерације - ФИБА и организационог одбора за такмичење. ФИБА Светско првенство у кошарци 2019. ће се одржати у осам градова укључујући Пекинг, Вухан, Шангај, Нанкинг, Фошан, Гуангџоу, Шенџен и Дунгуан.

### Маскота
Организован је међународни одабир за дизајн маскоте са победничком маскотом коју су одабрали навијачи. Дизајн „Yan Xu's” (Ијан Ксу), инспирисани кинеским змајем под називом „Son of Dreams” (Син од снова), проглашен је за победничку маскоту 18. априла 2018. године. „Son of Dreams” (Син од снова) је рођен у Кини 8. августа 2015. године дан након што је Кина проглашена домаћином ФИБА Светског првенства у кошарци 2019. и измишљена је његова биографија. Магични рогови маскоте су описани као да имају способност да да змају „моћ да види шта ће се десити у будућности, замишљајући игре (утакмице) и потезе пре него што се заиста догоде”. Он носи црвену и плаву униформу са логом турнира и врхунског високог кинеског играча Јао Минга. Маскота је изабрана за победничку у конкуренцији „Speed Tiger” који је био инспирисан сибирским тигром и „QiuQiu” који је био инспирисан кинеским лавом. Званична маскота одржала је свој први јавни наступ 28. јуна 2018. године у Шенџену.

### Лопта
Дана 16. марта 2019. године ФИБА је открила званичну лопту која ће се користити на Светском првенству, а то је „Molten BG5000” коју је дизајнирао Молтен.

### Химна
Песма "Шампион" објављена је 24. јула 2019. године, а извео ју је амерички кантаутор Џејсон Деруло, у којој учествује кинеска певачица Тиа Рај. Изведен је на енглеском и кинеском језику домаћина.